# Upravne enote Slovenije
Upravne enote so bile ustanovljene 1. januarja 1995. V Sloveniji je 58 upravnih enot.

### Upravna enota Ajdovščina
Upravna enota Ajdovščina ima sedež v Ajdovščini, obsega pa ozemlje občin Ajdovščina in Vipave. Zajema ozemlje v velikosti 352,6 km2 ter služi 24.440 prebivalcem. Upravna enota Ajdovščina ima tudi krajevni urad v Vipavi. Naselja, ki pripadajo Upravni enoti Ajdovščini, teh je skupno 65, so:
- Ajdovščina
- Batuje
- Bela
- Brje
- Budanje
- Cesta
- Col
- Črniče
- Dobravlje
- Dolenje
- Dolga Poljana
- Duplje
- Erzelj
- Gaberje
- Goče
- Gojače
- Gozd
- Gradišče pri Vipavi
- Grivče
- Hrašče
- Kamnje
- Kovk
- Kožmani
- Križna Gora
- Lokavec
- Lozice
- Lože
- Male Žablje
- Malo Polje
- Malovše
- Manče
- Nanos
- Orehovica
- Otlica
- Plače
- Planina
- Podbreg
- Podgrič
- Podkraj
- Podnanos
- Podraga
- Poreče
- Potoče
- Predmeja
- Ravne
- Sanabor
- Selo
- Skrilje
- Slap
- Šmarje
- Stomaž
- Tevče
- Ustje
- Velike Žablje
- Vipava
- Vipavski Križ
- Višnje
- Vodice
- Vrhpolje
- Vrtovče
- Vrtovin
- Zavino
- Zemono
- Žagolič
- Žapuže

### Upravna enota Brežice
Upravna enota Brežice ima sedež v Brežicah, obsega pa ozemlje občine Brežice. Zajema ozemlje v velikosti 268 km2 ter služi 24.470 prebivalcem. Naselja, ki pripadajo Upravni enoti Brežice, teh je skupno 109, so:
- Arnovo selo
- Artiče
- Bizeljska vas
- Bizeljsko
- Blatno
- Bojsno
- Boršt
- Bračna vas
- Slovenska vas
- Brezje pri Bojsnem
- Brezje pri Veliki Dolini
- Brezovica na Bizeljskem
- Brežice
- Brvi
- Bukošek
- Bukovje
- Bušeča vas
- Cerina
- Cerklje ob Krki
- Cirnik
- Cundrovec
- Curnovec
- Čatež ob Savi
- Čedem
- Črešnjice pri Cerkljah
- Dečno selo
- Dednja vas
- Dobeno
- Dobova
- Dolenja Pirošica
- Dolenje Skopice
- Dolenja vas pri Artičah
- Dramlja
- Drenovec pri Bukovju
- Dvorce
- Gabrje pri Dobovi
- Gaj
- Gazice
- Globočice
- Globoko
- Glogov Brod
- Gorenja Pirošica
- Gorenje Skopice
- Gornji Lenart
- Gregovce
- Hrastje pri Cerkljah
- Izvir
- Jereslavec
- Jesenice
- Kamence
- Kapele
- Koritno
- Kraška vas
- Križe
- Krška vas
- Laze
- Loče
- Mala Dolina
- Mali Cirnik
- Mali Obrež
- Mali Vrh
- Mihalovec
- Mostec
- Mrzlava vas
- Nova vas ob Sotli
- Nova vas pri Mokricah
- Obrežje
- Oklukova Gora
- Orešje na Bizeljskem
- Pavlova vas
- Pečice
- Perišče
- Piršenbreg
- Pišece
- Podgorje pri Pišecah
- Podgračeno
- Podvinje
- Ponikve
- Poštena vas
- Prilipe
- Račja vas
- Rajec
- Rakovec
- Ribnica
- Rigonce
- Sela pri Dobovi
- Silovec
- Slogonsko
- Sobenja vas
- Spodnja Pohanca
- Sromlje
- Stankovo
- Stara vas - Bizeljsko
- Stojanski Vrh
- Trebež
- Velika Dolina
- Velike Malence
- Veliki Obrež
- Vinji Vrh
- Vitna vas
- Volčje
- Vrhje
- Vrhovska vas
- Zasap
- Zgornja Pohanca
- Zgornji Obrež
- Žejno
- Župeča vas
- Župelevec

### Upravna enota Celje
Upravna enota Celje ima sedež v Celju, obsega pa ozemlje mestne občine Celje, občine Dobrna, občine Štore ter občine Vojnik. Zajema ozemlje v velikosti 230 km2 ter služi 64.888 prebivalcem. Upravna enota Ajdovščina ima dva krajevna urada, enega v Dobrni in drugega v Vojniku. Naselja, ki pripadajo Upravni enoti Celje, teh je skupno 118, so:
- Arclin
- Beli potok pri Frankolovem
- Bezenškovo Bukovje
- Bezovica
- Bovše
- Brdce
- Brdce nad Dobrno
- Brezova
- Bukovžlak
- Celje
- Čreškova
- Črešnjevec
- Črešnjice
- Dobrna
- Dobrova
- Dol pod Gojko
- Draga
- Dedni Vrh pri Vojniku
- Frankolovo
- Gabrovec pri Dramljah
- Glinsko
- Globoče
- Gorica pri Šmartnem
- Gradišče pri Vojniku
- Homec
- Hrastnik
- Hrenova
- Ilovca
- Ivenca
- Jankova
- Javornik
- Jezerce pri Šmartnem
- Kanjuce
- Kladnart
- Klanc
- Koblek
- Kompole
- Konjsko
- Košnica pri Celju
- Lahovna
- Landek
- Laška vas pri Štorah
- Lemberg pri Novi Cerkvi
- Leskovec
- Lešje
- Lindek
- Lipa pri Frankolovem
- Lipovec pri Škofji vasi
- Ljubečna
- Loče
- Loka pri Dobrni
- Lokovina
- Lokrovec
- Lopata
- Male Dole
- Medlog
- Novake
- Ogorevc
- Osenca
- Otemna
- Parož
- Pečovje
- Pečovnik
- Pepelno
- Podgorje pod Čerinom
- Polže
- Prekorje
- Pristava
- Pristova
- Prožinska vas
- Rakova Steza
- Razdelj
- Razgor
- Razgorce
- Rove
- Rožni Vrh
- Runtole
- Rupe
- Selce
- Slance
- Slatina v Rožni dolini
- Socka
- Straža pri Dolu
- Straža pri Novi Cerkvi
- Stražica
- Strmec nad Dobrno
- Nova Cerkev
- Svetina
- Svetli Dol
- Šentjanž nad Štorami
- Šentjungert
- Škofja vas
- Šmarjeta pri Celju
- Šmartno v Rožni dolini
- Šmiklavž pri Škofji vasi
- Štore
- Teharje
- Tomaž nad Vojnikom
- Tremerje
- Trnovlje pri Celju
- Trnovlje pri Socki
- Velika Raven
- Verpete
- Vine
- Vinska Gorica
- Višnja vas
- Vizore
- Vojnik
- Vrba
- Vrhe
- Zabukovje
- Začret
- Zadobrova
- Zavrh nad Dobrno
- Zlateče
- Zvodno
- Želče
- Žepina

### Upravna enota Cerknica
Upravna enota Cerknica ima sedež v Cerknici, obsega pa ozemlje občin Cerknica, Bloke in Loška Dolina. Zajema ozemlje v velikosti 483 km2 ter služi 16.770 prebivalcem. Upravna enota Cerknica ima tudi krajevni urad v Loški Dolini. Naselja, ki pripadajo Upravni enoti Cerknica, teh je skupno 131, so:
- Andrejčje
- Babna Polica
- Babno polje
- Beč
- Bečaje
- Begunje pri Cerknici
- Benete
- Bezuljak
- Bločice
- Bloška Polica
- Bočkovo
- Brezje
- Cajnarje
- Cerknica
- Čohovo
- Dane
- Dobec
- Dolenja vas
- Dolenje Jezero
- Dolenje Otave
- Dolenje Poljane
- Fara
- Glina
- Godičevo
- Gora
- Gorenje Jezero
- Gorenje Otave
- Gradiško
- Goričice
- Grahovo
- Hiteno
- Hribarjevo
- Hribljane
- Hruškarje
- Hudi Vrh
- Iga vas
- Ivanje selo
- Jeršanovo
- Jeršiče
- Klance
- Knežja Njiva
- Korošče
- Koščake
- Kozarišče
- Kožljek
- Sveti Duh
- Kramplje
- Kranjče
- Kremenca
- Krušče
- Kržišče
- Lahovo
- Laze pri Gorenjem Jezeru
- Lepi Vrh
- Lešnjake
- Lipsenj
- Lovranovo
- Lož
- Mahneti
- Malni
- Markovec
- Martinjak
- Metulje
- Milava
- Mramorovo pri Lužarjih
- Mramorovo pri Pajkovem
- Nadlesk
- Nemška vas na Blokah
- Nova vas
- Ograda
- Osredek
- Otok
- Otonica
- Pikovnik
- Pirmane
- Podcerkev
- Podgora pri Ložu
- Podlož
- Podskrajnik
- Podslivnica
- Polšeče
- Ponikve
- Pudob
- Radlek
- Rakek
- Rakov Škocjan
- Ravne
- Ravne na Blokah
- Ravnik
- Reparje
- Rožanče
- Rudolfovo
- Runarsko
- Selšček
- Sleme
- Slivice
- Slugovo
- Stari trg pri Ložu
- Stražišče
- Strmca
- Studenec na Blokah
- Studeno na Blokah
- Ščurkovo
- Sveta Trojica
- Sveti Vid
- Škrabče
- Škufče
- Šmarata
- Štorovo
- Štrukljeva vas
- Tavžlje
- Topol
- Topol pri Begunjah
- Ulaka
- Unec
- Velike Bloke
- Veliki Vrh
- Viševek
- Volčje
- Vrh
- Vrhnika pri Ložu
- Zahrib
- Zakraj
- Zala
- Zales
- Zavrh
- Zelše
- Zibovnik
- Žerovnica
- Župeno

### Upravna enota Črnomelj
Upravna enota Ajdovščina ima sedež v Črnomlju, obsega pa ozemlje občin Črnomelj in Semič. Zajema ozemlje v velikosti 487 km2 ter služi 18.143 prebivalcem. Upravna enota Črnomelj ima krajevni urad v Semiču. Naselja, ki pripadajo Upravni enoti Črnomelj, teh je skupno 169, so:
- Adlešiči
- Balkovci
- Bedenj
- Belčji Vrh
- Bistrica
- Blatnik pri Črmošnjicah
- Blatnik pri Črnomlju
- Bojanci
- Brdarci
- Breg pri Sinjem Vrhu
- Brezje pri Rožnem Dolu
- Brezje pri Vinjem Vrhu
- Breznik
- Brezova Reber
- Brezovica pri Črmošnjicah
- Brstovec
- Butoraj
- Cerkvišče
- Cerovec pri Črešnjevcu
- Črešnjevec pri Dragatušu
- Črešnjevec pri Semiču
- Črmošnjice
- Črnomelj
- Čudno selo
- Dalnje Njive
- Damelj
- Dečina
- Desinec
- Deskova vas
- Dobliče
- Doblička Gora
- Dolenja Podgora
- Dolenja vas pri Črnomlju
- Dolenjci
- Dolenji Radenci
- Dolenji Suhor pri Vinici
- Dolnja Paka
- Draga pri Sinjem Vrhu
- Dragatuš
- Dragoši
- Dragovanja vas
- Drenovec
- Drežnik
- Fučkovci
- Gaber pri Črmošnjicah
- Golek
- Golek pri Vinici
- Gorenja Podgora
- Gorenjci pri Adlešičih
- Gorenji Radenci
- Gorica
- Gornja Paka
- Gornje Laze
- Gornji Suhor pri Vinici
- Gradnik
- Griblje
- Grič pri Dobličah
- Hrast pri Vinici
- Hrib pri Cerovcu
- Hrib pri Rožnem Dolu
- Hrib
- Jankoviči
- Jelševnik
- Jerneja vas
- Kal
- Kanižarica
- Knežina
- Komarna vas
- Kot ob Kolpi
- Kovača vas
- Kovačji Grad
- Krupa
- Krvavčji Vrh
- Kvasica
- Kot pri Damlju
- Lipovec
- Lokve
- Mala Lahinja
- Mala sela
- Mali Nerajec
- Maline pri Štrekljevcu
- Marindol
- Mašelj
- Mavrlen
- Mihelja vas
- Miklarji
- Miliči
- Močile
- Moverna vas
- Naklo
- Nestoplja vas
- Nova Lipa
- Obrh pri Dragatušu
- Ogulin
- Omota
- Oskoršnica
- Osojnik
- Otovec
- Paunoviči
- Perudina
- Petrova vas
- Planina
- Pobrežje
- Podklanec
- Podlog
- Podreber
- Potoki
- Praproče
- Praprot
- Prelesje
- Preloge
- Preloka
- Pribinci
- Pribišje
- Pugled
- Purga
- Pusti Gradec
- Rodine
- Rožanec
- Rožič Vrh
- Rožni Dol
- Ručetna vas
- Sečje selo
- Sela pri Dragatušu
- Sela pri Otovcu
- Sela pri Vrčicah
- Semič
- Sinji Vrh
- Sodevci
- Sodji Vrh
- Sredgora
- Srednja vas
- Srednji Radenci
- Stara Lipa
- Stari trg ob Kolpi
- Starihov Vrh
- Stranska vas pri Semiču
- Stražnji Vrh
- Svibnik
- Selce pri Špeharjih
- Sovinek
- Šipek
- Špeharji
- Štrekljevec
- Talčji Vrh
- Tanča Gora
- Trebnji Vrh
- Tribuče
- Tušev Dol
- Učakovci
- Velika Lahinja
- Velika sela
- Veliki Nerajec
- Vinica
- Vinji Vrh pri Semiču
- Vojna vas
- Vranoviči
- Vrčice
- Vrhovci
- Vukovci
- Zagozdac
- Zajčji Vrh
- Zapudje
- Zastava
- Zilje
- Zorenci
- Žuniči

### Upravna enota Domžale
Upravna enota Domžale ima sedež v Domžalah, obsega pa ozemlje občin Domžale, Lukovica, Trzin, Mengeš ter Moravče. Zajema ozemlje v velikosti 239,7 km2 ter služi 60.154 prebivalcem. Upravna enota Domžale nima krajevnih uradov. Naselja, ki pripadajo Upravni enoti Domžale, teh je skupno 170, so:
- Bišče
- Blagovica
- Brdo
- Brdo pri Lukovici
- Brezje pri Dobu
- Brezovica pri Dobu
- Brezovica pri Zlatem Polju
- Bršlenovica
- Čeplje
- Češenik
- Češnjice
- Češnjice pri Moravčah
- Depala vas
- Dešen
- Dob
- Dobeno
- Dobovlje
- Dole pod Sv. Trojico
- Dole pri Krašcah
- Dolenje
- Domžale
- Dragomelj
- Drtija
- Dupeljne
- Dvorje
- Gabrje pod Limbarsko Goro
- Gabrje pod Špilkom
- Golčaj
- Gora pri Pečah
- Gorenje
- Gorica
- Goričica pri Ihanu
- Goričica pri Moravčah
- Gorjuša
- Gradišče pri Lukovici
- Homec
- Hrastnik
- Hrib nad Ribčami
- Hribi
- Hudo
- Ihan
- Imenje
- Imovica
- Jasen
- Javorje pri Blagovici
- Jelša
- Katarija
- Kokošnje
- Količevo
- Kolovec
- Kompolje
- Koreno
- Korpe
- Krajno Brdo
- Krašce
- Krašnja
- Križate
- Krtina
- Laze pri Domžalah
- Limbarska Gora
- Lipa
- Log
- Loka pri Mengšu
- Lukovica pri Domžalah
- Mala Lašna
- Mala Loka
- Mali Jelnik
- Mengeš
- Moravče
- Mošenik
- Negastrn
- Nožice
- Obrše
- Peče
- Ples
- Podgora pri Zlatem Polju
- Podgorica pri Pečah
- Podmilj
- Podrečje
- Podsmrečje
- Podstran
- Pogled
- Poljane nad Blagovico
- Prelog
- Preserje pri Lukovici
- Preserje pri Radomljah
- Preserje pri Zlatem Polju
- Pretrž
- Prevalje
- Prevoje
- Prevoje pri Šentvidu
- Prikrnica
- Prilesje
- Prvine
- Pšata
- Rača
- Račni Vrh
- Radomlje
- Rafolče
- Rodica
- Rova
- Rudnik pri Moravčah
- Selce
- Selce pri Moravčah
- Selo pri Ihanu
- Selo pri Moravčah
- Serjuče
- Soteska pri Moravčah
- Spodnja Dobrava
- Spodnja Javoršica
- Spodnje Jarše
- Spodnje Koseze
- Spodnje Loke
- Spodnje Prapreče
- Spodnji Petelinjek
- Spodnji Prekar
- Spodnji Tuštanj
- Srednje Jarše
- Stegne
- Straža
- Studenec pri Krtini
- Suša
- Straža pri Moravčah
- Sveti Andrej
- Srednje Jarše
- Sv. Trojica
- Šentožbolt
- Šentpavel pri Domžalah
- Šentvid pri Lukovici
- Škocjan
- Škrjančevo
- Topole
- Trnjava
- Trnovče
- Trojane
- Trzin
- Turnše
- Učak
- V Zideh
- Velika vas
- Veliki Jelnik
- Videm pri Lukovici
- Vinje pri Moravčah
- Vir
- Vošce
- Vranke
- Vrba
- Vrh nad Krašnjo
- Vrhovlje
- Vrhpolje pri Moravčah
- Zaboršt
- Zagorica pri Rovah
- Zalog pod Sv. Trojico
- Zalog pri Kresnicah
- Zalog pri Moravčah
- Zavrh pri Trojanah
- Zgornja Dobrava
- Zgornja Javoršica
- Zgornje Jarše
- Zgornje Koseze
- Zgornje Loke
- Zgornje Prapreče
- Zgornji Petelinjek
- Zgornji Prekar
- Zgornji Tuštanj
- Zlatenek
- Zlato Polje
- Žeje
- Želodnik
- Žiče
- Žirovše

### Upravna enota Dravograd
Upravna enota Dravograd ima sedež v Dravogradu, obsega pa ozemlje občin Dravograd. Zajema ozemlje v velikosti 104,93 km2 ter služi 8930 prebivalcem.  Naselja, ki pripadajo Upravni enoti Dravograd, teh je skupno 24, so:
- Bukovska vas
- Črneče
- Črneška Gora
- Dobrova pri Dravogradu
- Dravograd
- Gorče
- Goriški Vrh
- Kozji Vrh nad Dravogradom
- Libeliče
- Libeliška Gora
- Ojstrica
- Otiški Vrh
- Podklanec
- Selovec
- Sveti Boštjan
- Sveti Danijel
- Sveti Duh
- Šentjanž pri Dravogradu
- Tolsti Vrh
- Trbonje
- Tribej
- Velka
- Vič
- Vrata

### Upravna enota Gornja Radgona
Upravna enota Gornja Radgona ima sedež v Gornji Radgoni, obsega pa ozemlje občin Gornja Radgona, Apače, Radenci in Sveti Jurij ob Ščavnici. Zajema ozemlje v velikosti 213,5 km2 ter služi 19.890 prebivalcem. Upravna enota Gornja Radgona ima tudi krajevni urad v Svetem Juriju ob Ščavnici. Naselja, ki pripadajo Upravni enoti Gornja Radgona, teh je skupno 100, so:
- Apače
- Aženski Vrh
- Biserjane
- Blaguš
- Bolehnečici
- Boračeva
- Brezje
- Čakova
- Črešnjevci
- Črnci
- Dragotinci
- Drobtinci
- Gabrc
- Galušak
- Gornja Radgona
- Gornji Ivanjci
- Grabe
- Grabonoš
- Grabšinci
- Hercegovščak
- Hrastje-Mota
- Hrašenski Vrh
- Ivanjski Vrh
- Ivanjševci ob Ščavnici
- Ivanjševski Vrh
- Jamna
- Janhova
- Janžev Vrh
- Kapelski Vrh
- Kobilščak
- Kocjan
- Kočki Vrh
- Kokolajnščak
- Kraljevci
- Kunova
- Kupetinci
- Kutinci
- Lastomerci
- Lešane
- Lokavci
- Lomanoše
- Lutverci
- Mahovci
- Mali Moravščak
- Melanjski Vrh
- Mele
- Murski Vrh
- Murščak
- Nasova
- Negova
- Norički Vrh
- Novi Vrh
- Očeslavci
- Okoslavci
- Orehovci
- Orehovski Vrh
- Paričjak
- Plitvica
- Plitvički Vrh
- Podgorje
- Podgrad
- Pogled
- Police
- Ptujska Cesta
- Rački Vrh
- Radenci
- Radenski Vrh
- Radvenci
- Rihtarovci
- Rodmošci
- Rožički Vrh
- Segovci
- Selišči
- Slaptinci
- Sovjak
- Spodnja Ščavnica
- Spodnje Konjišče
- Spodnji Ivanjci
- Spodnji Kocjan
- Stanetinci
- Stara Gora
- Stavešinci
- Stavešinski Vrh
- Stogovci
- Sveti Jurij ob Ščavnici
- Šratovci
- Terbegovci
- Turjanci
- Turjanski Vrh
- Vratja vas
- Vratji Vrh
- Zagajski Vrh
- Zbigovci
- Zgornje Konjišče
- Zgornji Kocjan
- Ženik
- Žepovci
- Žiberci
- Žihlava
- Žrnova

### Upravna enota Grosuplje
Upravna enota Grosuplje ima sedež v Grosupljem, obsega pa ozemlje občin Grosuplje, Dobrepolje in Ivančna Gorica. Zajema ozemlje v velikosti 464 km2 ter služi 42.990 prebivalcem. Upravna enota Grosuplje ima tudi dva krajevna urada, enega v Ivančni Gorici in enega v Dobrepolju. Naselja, ki pripadajo Upravni enoti Grosuplje, teh je skupno 223, so:
- Ambrus
- Artiža vas
- Bakrc
- Bičje
- Blečji Vrh
- Boga vas
- Bojanji Vrh
- Bratnice
- Breg pri Dobu
- Breg pri Zagradcu
- Brezje pri Grosupljem
- Brezovi Dol
- Bruhanja vas
- Brvace
- Bukovica
- Breg pri Temenici
- Cerovo
- Cesta
- Cikava
- Čagošče
- Češnjice pri Zagradcu
- Čušperk
- Četež pri Strugah
- Debeče
- Dečja vas pri Zagradcu
- Dedni Dol
- Dob pri Šentvidu
- Dobrava pri Stični
- Dole pri Polici
- Dolenja vas pri Polici
- Dolenja vas pri Temenici
- Dobje
- Fužina
- Gabrje pri Ilovi Gori
- Gabrje pri Stični
- Gabrovčec
- Gabrovka pri Zagradcu
- Gajniče
- Gatina
- Glogovica
- Gorenja vas
- Gorenja vas pri Polici
- Gorenje Brezovo
- Gornji Rogatec
- Gradiček
- Grintovec
- Griže
- Grm
- Grosuplje
- Gradišče
- Hočevje
- Hrastje pri Grosupljem
- Hrastov Dol
- Huda Polica
- Ivančna Gorica
- Kal
- Kamni Vrh pri Ambrusu
- Kamno Brdo
- Kitni Vrh
- Kompolje
- Kožljevec
- Kriška vas
- Krka
- Krška vas
- Kuželjevec
- Kolenča vas
- Laze nad Krko
- Leskovec
- Leščevje
- Lučarjev Kal
- Luče
- Lobček
- Lipa
- Mala Dobrava
- Mala Goričica
- Mala Ilova Gora
- Mala Loka pri Višnji Gori
- Mala Račna
- Mala Stara vas
- Mala vas pri Grosupljem
- Mala vas
- Male Češnjice
- Male Kompolje
- Male Lese
- Male Lipljene
- Male Pece
- Male Rebrce
- Male Vrhe
- Mali Kal
- Mali Konec
- Mali Korinj
- Mali Vrh pri Šmarju
- Malo Črnelo
- Malo Globoko
- Malo Hudo
- Malo Mlačevo
- Marinča vas
- Medvedica
- Mekinje nad Stično
- Metnaj
- Mevce
- Mleščevo
- Mrzlo Polje
- Muljava
- Male Dole pri Temenici
- Nova vas
- Obolno
- Oslica
- Osredek nad Stično
- Paradišče
- Pece
- Peč
- Peščenik
- Petrušnja vas
- Planina
- Plešivica pri Žalni
- Podboršt
- Podbukovje
- Podgora
- Podgorica
- Podgorica pri Podtaboru
- Podgorica pri Šmarju
- Podpeč
- Podsmreka pri Višnji Gori
- Šent Jurij
- Pokojnica
- Polica
- Poljane pri Stični
- Polje pri Višnji Gori
- Ponikve
- Ponova vas
- Potok pri Muljavi
- Praproče pri Temenici
- Predole
- Predstruge
- Primča vas
- Pristava nad Stično
- Pristava pri Višnji Gori
- Pristavlja vas
- Pungert
- Paka
- Podtabor
- Potiskavec
- Pri Cerkvi - Struge
- Praproče pri Grosupljem
- Radohova vas
- Ravni Dol
- Rdeči Kal
- Rožnik
- Rapljevo
- Sad
- Sela pri Dobu
- Sela pri Šmarju
- Sela pri Višnji Gori
- Selo pri Radohovi vasi
- Spodnja Draga
- Spodnja Slivnica
- Spodnje Blato
- Spodnje Brezovo
- Spodnje Duplice
- Stari trg
- Škocjan
- Stična
- Stranska vas ob Višnjici
- Sušica
- Šentjurje
- Šentpavel na Dolenjskem
- Šentvid pri Stični
- Škoflje
- Škrjanče
- Šmarje-Sap
- Temenica
- Tlake
- Tolčane
- Trebež
- Trebnja Gorica
- Trnovica
- Troščine
- Tisovec
- Tržič
- Udje
- Valična vas
- Velika Dobrava
- Velika Ilova Gora
- Velika Loka
- Velika Račna
- Velika Stara vas
- Velike Češnjice
- Velike Kompolje
- Velike Lese
- Velike Lipljene
- Velike Pece
- Velike Rebrce
- Velike Vrhe
- Veliki Kal
- Veliki Korinj
- Veliki Vrh pri Šmarju
- Veliko Črnelo
- Veliko Globoko
- Veliko Mlačevo
- Videm
- Videm pri Temenici
- Vino
- Vir pri Stični
- Višnja Gora
- Višnje
- Vodice
- Vrbičje
- Vrh pri Višnji Gori
- Vrhpolje pri Šentvidu
- Velike Dole pri Temenici
- Zaboršt pri Šentvidu
- Zagorica
- Zagradec
- Zavrtače
- Zdenska vas
- Zgornja Draga
- Zgornja Slivnica
- Zgornje Duplice
- Znojile pri Krki
- Žalna
- Železnica

### Upravna enota Hrastnik
Upravna enota Hrastnik ima sedež v Hrastniku, obsega pa ozemlje občine Hrastnik v velikosti 58,58 km2 ter služi 9.191 prebivalcem. Naselja, ki pripadajo Upravni enoti Hrastnik, teh je skupno 19, so:
- Hrastnik
- Brdce
- Brnica
- Čeče
- Dol pri Hrastniku
- Gore
- Hrastnik
- Kal
- Kovk
- Krištandol
- Krnice
- Marno
- Plesko
- Podkraj
- Prapretno pri Hrastniku
- Studence
- Šavna Peč
- Turje
- Unično

### Upravna enota Idrija
Upravna enota Idrija ima sedež v Idriji, obsega pa ozemlje občin Idrija in Cerkno. Zajema ozemlje v velikosti 425 km2 ter služi 16.976 prebivalcem. Naselja, ki pripadajo Upravni enoti Idrija, teh je skupno 68, so:
- Bukovo
- Cerkljanski Vrh
- Cerkno
- Čekovnik
- Čeplez
- Črni Vrh
- Dole
- Dolenji Novaki
- Godovič
- Gore
- Gorenja Kanomlja
- Gorenji Novaki
- Gorenji Vrsnik
- Gorje
- Govejk
- Idrija
- Idrijska Bela
- Idrijski Log
- Idrijske Krnice
- Idršek
- Jagršče
- Javornik
- Jazne
- Jelični Vrh
- Jesenica
- Kanji Dol
- Korita
- Labinje
- Lazec
- Ledine
- Ledinske Krnice
- Lome
- Laznica
- Masore
- Mrzli Log
- Mrzli vrh
- Orehek
- Otalež
- Pečnik
- Planina pri Cerknem
- Plužnje
- Poče
- Podlanišče
- Podpleče
- Police
- Poljane
- Potok
- Predgriže
- Ravne pri Cerknem
- Reka
- Spodnja Idrija
- Spodnja Kanomlja
- Spodnji Vrsnik
- Srednja Kanomlja
- Straža
- Strmec
- Šebrelje
- Trebenče
- Travnik
- Vojsko
- Zadlog
- Zakojca
- Zakriž
- Zavratec
- Žirovnica

### Upravna enota Ilirska Bistrica
Upravna enota Ilirska Bistrica ima sedež v Ilirski Bistrici, obsega pa ozemlje istoimenske občine v velikosti 480 km2 ter služi 13.475 prebivalcem. Naselja, ki pripadajo Upravni enoti Ilirska Bistrica, teh je skupno 64, so:
- Bač
- Brce
- Čelje
- Dobro Polje
- Dolenje pri Jelšanah
- Dolnja Bitnja
- Dolnji Zemon
- Fabci
- Gabrk
- Gornja Bitnja
- Gornji Zemon
- Harije
- Hrušica
- Huje
- Ilirska Bistrica
- Jablanica
- Janeževo Brdo
- Jasen
- Jelšane
- Kilovče
- Knežak
- Koritnice
- Koseze
- Kuteževo
- Mala Bukovica
- Male Loče
- Mereče
- Nova vas pri Jelšanah
- Novokračine
- Ostrožno Brdo
- Pavlica
- Podbeže
- Podgrad
- Podgraje
- Podstenje
- Podstenjšek
- Podtabor
- Pregarje
- Prelože
- Prem
- Račice
- Ratečevo Brdo
- Rečica
- Rjavče
- Sabonje
- Smrje
- Soze
- Starod
- Studena Gora
- Sušak
- Snežnik
- Šembije
- Tominje
- Topolc
- Trpčane
- Velika Bukovica
- Veliko Brdo
- Vrbica
- Vrbovo
- Zabiče
- Zajelšje
- Zarečica
- Zarečje

### Upravna enota Izola
Upravna enota Izola ima sedež v Izoli, obsega pa ozemlje občine Izola v velikosti 28,39 km2 ter služi 15.900 prebivalcem. Naselja, ki pripadajo Upravni enoti Izola, teh je skupno 9, so:
- Baredi
- Cetore
- Dobrava
- Izola
- Jagodje
- Korte
- Malija
- Nožed
- Šared

### Upravna enota Jesenice
Upravna enota Jesenice ima sedež na Jesenicah, obsega pa ozemlje občin Jesenice, Kranjska Gora ter Žirovnica. Zajema ozemlje v velikosti 375 km2 ter služi 32.000 prebivalcem. Upravna enota Ajdovščina ima tudi krajevni urad v Kranjski Gori. Naselja, ki pripadajo Upravni enoti Jesenice, teh je skupno 33, so:
- Belca
- Blejska Dobrava
- Breg
- Breznica
- Doslovče
- Dovje
- Gozd Martuljek
- Hrušica
- Javorniški Rovt
- Jesenice
- Kočna
- Kranjska Gora
- Koroška Bela
- Lipce
- Log
- Mojstrana
- Moste
- Planina pod Golico
- Plavški Rovt
- Podkočna
- Podkoren
- Potoki
- Prihodi
- Rateče
- Rodine
- Selo pri Žirovnici
- Smokuč
- Srednji Vrh
- Slovenski Javornik
- Vrba
- Zabreznica
- Zgornja Radovna
- Žirovnica

### Upravna enota Kamnik
Upravna enota Kamnik ima sedež v Kamniku, obsega pa ozemlje občin Kamnik in Komenda. Zajema ozemlje v velikosti 289,6 km2 ter služi 35.751 prebivalcem. Naselja, ki pripadajo Upravni enoti Ajdovščini, teh je skupno 116, so:
- Bela
- Bela Peč
- Bistričica
- Breg pri Komendi
- Brezje nad Kamnikom
- Briše
- Buč
- Cirkuše v Tuhinju
- Češnjice v Tuhinju
- Črna pri Kamniku
- Črni Vrh v Tuhinju
- Gabrovnica
- Gmajnica
- Godič
- Golice
- Gora pri Komendi
- Gozd
- Gradišče v Tuhinju
- Hrib pri Kamniku
- Hruševka
- Jeranovo
- Kališe
- Kamnik
- Kamniška Bistrica
- Klanec
- Klemenčevo
- Komenda
- Komendska Dobrava
- Kostanj
- Košiše
- Kregarjevo
- Krivčevo
- Križ
- Kršič
- Laniše
- Laseno
- Laze v Tuhinju
- Liplje
- Loke v Tuhinju
- Mali Hrib
- Mali Rakitovec
- Markovo
- Mekinje
- Mlaka
- Moste
- Motnik
- Nasovče
- Nevlje
- Okrog pri Motniku
- Okroglo
- Oševek
- Pirševo
- Podboršt pri Komendi
- Podbreg
- Podgorje
- Podhruška
- Podjelše
- Podlom
- Podstudenec
- Poljana
- Poreber
- Potok
- Potok pri Komendi
- Potok v Črni
- Praproče v Tuhinju
- Pšajnovica
- Ravne pri Šmartnem
- Rožično
- Rudnik pri Radomljah
- Sela pri Kamniku
- Sidol
- Smrečje v Črni
- Snovik
- Sovinja Peč
- Spodnje Palovče
- Spodnje Stranje
- Srednja vas pri Kamniku
- Stahovica
- Stara sela
- Stebljevek
- Stolnik
- Studenca
- Suhadole
- Soteska
- Šmarca
- Šmartno v Tuhinju
- Špitalič
- Trebelno pri Palovčah
- Trobelno
- Tučna
- Tunjice
- Tunjiška Mlaka
- Vaseno
- Velika Lašna
- Veliki Hrib
- Veliki Rakitovec
- Vir pri Nevljah
- Vodice nad Kamnikom
- Volčji Potok
- Vranja Peč
- Vrhpolje pri Kamniku
- Velika Planina
- Zagorica nad Kamnikom
- Zajasovnik
- Zakal
- Zavrh pri Črnivcu
- Zduša
- Zgornje Palovče
- Zgornje Stranje
- Zgornji Motnik
- Zgornji Tuhinj
- Znojile
- Žaga
- Žeje pri Komendi
- Žubejevo
- Županje Njive

### Upravna enota Kočevje
Upravna enota Kočevje ima sedež v Kočevju, obsega pa ozemlje občin Kočevje, Kostel in Osilnica. Zajema ozemlje v velikosti 648 km2 ter služi 17.500 prebivalcem. Upravna enota Kočevje ima tudi dva krajevna urada, enega v Kostelu in enega v Osilnici. Naselja, ki pripadajo Upravni enoti Kočevje, teh je skupno 159, so:
- Ajbelj
- Banja Loka
- Belica
- Bezgarji
- Bezgovica
- Borovec pri Kočevski Reki
- Bosljiva Loka
- Breg pri Kočevju
- Brezovica pri Predgradu
- Briga
- Brsnik
- Bukova Gora
- Colnarji
- Cvišlerji
- Čeplje
- Črni Potok pri Kočevju
- Delač
- Dol
- Dolenja Žaga
- Dolenji Potok
- Dolga vas
- Dolnja Briga
- Dolnje Ložine
- Dren
- Drežnik
- Fara
- Gladloka
- Gorenja Žaga
- Gorenje
- Gorenji Potok
- Gornja Briga
- Gornje Ložine
- Gotenc
- Grgelj
- Grintovec pri Osilnici
- Grivac
- Gotenica
- Griček pri Željnah
- Hreljin
- Hrib pri Fari
- Hrib pri Koprivniku
- Jakšiči
- Jelenja vas
- Jesenov Vrt
- Kačji Potok
- Kaptol
- Kleč
- Klinja vas
- Knežja Lipa
- Koblarji
- Kočarji
- Koče
- Kočevje
- Kočevska Reka
- Komolec
- Konca vas
- Koprivnik
- Kostel
- Kralji
- Križmani
- Krkovo nad Faro
- Kuhlarji
- Kuželič
- Kuželj
- Laze pri Kostelu
- Laze pri Oneku
- Laze pri Predgradu
- Lipovec pri Kostelu
- Livold
- Ložec
- Mačkovec
- Mahovnik
- Mala Gora
- Malinišče
- Mavrc
- Mirtoviči
- Mlaka pri Kočevju
- Mlaka pri Kočevski Reki
- Mokri Potok
- Morava
- Mozelj
- Mrtvice
- Muha vas
- Nemška Loka
- Nova sela
- Nove Ložine
- Novi Lazi
- Ograja
- Onek
- Osilnica
- Oskrt
- Padovo pri Fari
- Padovo pri Osilnici
- Paka pri Predgradu
- Papeži
- Petrina
- Pirče
- Planina
- Poden
- Podlesje
- Podstene
- Podstene pri Kostelu
- Podvrh
- Polom
- Potok
- Predgrad
- Preža
- Primoži
- Puc
- Pugled pri Starem Logu
- Podjetniško naselje Kočevje
- Rajhenav
- Rajndol
- Rajšele
- Rake
- Ribjek
- Rogati Hrib
- Sadni Hrib
- Sapnik
- Seč
- Sela
- Selo pri Kostelu
- Slavski Laz
- Slovenska vas
- Smuka
- Spodnja Bilpa
- Spodnji Čačič
- Spodnji Log
- Srednji Potok
- Srobotnik ob Kolpi
- Stara Cerkev
- Stari Breg
- Stari Log
- Staro Brezje
- Stelnik
- Strojiči
- Stružnica
- Suhi Potok
- Suhor
- Svetli Potok
- Šalka vas
- Škrilj
- Štajer
- Štalcerji
- Tišenpolj
- Topla Reber
- Trnovec
- Vas
- Vimolj
- Vimolj pri Predgradu
- Vrbovec
- Vrh pri Fari
- Vrt
- Zajčje Polje
- Zapuže pri Kostelu
- Zdihovo
- Zgornji Čačič
- Željne
- Žurge

### Upravna enota Koper
Upravna enota Koper ima sedež v Kopru, obsega pa ozemlje mestne občine Koper in Ankaran. Zajema ozemlje v velikosti 311,2 km2 ter služi 54.280 prebivalcem. Naselja, ki pripadajo Upravni enoti Koper, teh je skupno 106, so:
- Abitanti
- Ankaran
- Babiči
- Barizoni
- Belvedur
- Bertoki
- Bezovica
- Bonini
- Boršt
- Bošamarin
- Bočaji
- Brezovica pri Gradinu
- Brežec pri Podgorju
- Brič
- Butari
- Cepki
- Cerej
- Čentur
- Čežarji
- Črni Kal
- Črnotiče
- Dekani
- Dilici
- Dol pri Hrastovljah
- Dvori
- Fijeroga
- Gabrovica pri Črnem Kalu
- Gažon
- Glem
- Gradin
- Gračišče
- Grinjan
- Grintovec
- Galantiči
- Hrastovlje
- Hrvatini
- Jelarji
- Kampel
- Karli
- Kastelec
- Kolomban
- Koper
- Koromači-Boškini
- Kortine
- Kozloviči
- Koštabona
- Krkavče
- Krnica
- Kubed
- Labor
- Loka
- Lopar
- Lukini
- Manžan
- Marezige
- Maršiči
- Montinjan
- Movraž
- Močunigi
- Olika
- Osp
- Peraji
- Pisari
- Plavje
- Pobegi
- Podgorje
- Podpeč
- Poletiči
- Pomjan
- Popetre
- Prade
- Praproče
- Predloka
- Pregara
- Premančan
- Puče
- Rakitovec
- Rižana
- Rožar
- Sirči
- Smokvica
- Socerb
- Sokoliči
- Sočerga
- Spodnje Škofije
- Srgaši
- Stepani
- Sv. Anton
- Šalara
- Šeki
- Škocjan
- Šmarje
- Tinjan
- Topolovec
- Trebeše
- Triban
- Trsek
- Truške
- Tuljaki
- Vanganel
- Zabavlje
- Zanigrad
- Zazid
- Zgornje Škofije
- Župančiči

### Upravna enota Kranj
Upravna enota Kranj ima sedež v Ajdovščini, obsega pa ozemlje mestne občine Kranj in občin Cerklje na Gorenjskem, Jezersko, Naklo, Preddvor in Šenčur. Zajema ozemlje v velikosti 453 km2 ter služi 81.716 prebivalcem. Upravna enota Kranj ima tudi krajevne urade v Cerkljah na Gorenjskem, Jezerskem, Naklem, Preddvoru in Šenčurju. Naselja, ki pripadajo Upravni enoti Kranju, teh je skupno 120, so:
- Adergas
- Ambrož pod Krvavcem
- Apno
- Babni Vrt
- Bašelj
- Bistrica
- Bobovek
- Breg ob Kokri
- Breg ob Savi
- Britof
- Cegelnica
- Cerkljanska Dobrava
- Cerklje na Gorenjskem
- Čadovlje
- Čepulje
- Češnjevek
- Dvorje
- Glinje
- Gobovce
- Golnik
- Goriče
- Grad
- Hotemaže
- Hrastje
- Hraše pri Preddvoru
- Hrib
- Ilovka
- Jama
- Jamnik
- Javornik
- Sveti Jošt nad Kranjem
- Kokra
- Kokrica
- Kranj
- Lahovče
- Lavtarski Vrh
- Sveti Lenart
- Letenice
- Luže
- Mače
- Malo Naklo
- Mavčiče
- Meja
- Milje
- Mlaka pri Kranju
- Možjanca
- Naklo
- Nemilje
- Njivica
- Nova vas
- Okroglo
- Olševek
- Orehovlje
- Pangršica
- Planica
- Podblica
- Podbrezje
- Podreča
- Polica
- Potoče
- Povlje
- Poženik
- Praprotna Polica
- Praše
- Prebačevo
- Preddvor
- Predoslje
- Pšata
- Pšenična Polica
- Pševo
- Rakovica
- Ravne
- Sidraž
- Spodnja Bela
- Spodnja Besnica
- Spodnje Bitnje
- Spodnje Duplje
- Spodnje Jezersko
- Spodnji Brnik
- Srakovlje
- Srednja Bela
- Srednja vas - Goriče
- Srednja vas pri Šenčurju
- Srednje Bitnje
- Stiška vas
- Strahinj
- Suha pri Predosljah
- Šenčur
- Šenturška gora
- Šmartno
- Štefanja Gora
- Šutna
- Tatinec
- Tenetiše
- Trata pri Velesovem
- Trboje
- Trstenik
- Tupaliče
- Vašca
- Velesovo
- Visoko
- Viševca
- Voglje
- Voklo
- Vopovlje
- Vrhovje
- Zabukovje
- Zadraga
- Zalog
- Zalog pri Cerkljah
- Zgornja Bela
- Zgornja Besnica
- Zgornje Bitnje
- Zgornje Duplje
- Zgornje Jezersko
- Zgornji Brnik
- Žablje
- Žabnica
- Žeje
- Žerjavka

### Upravna enota Krško
Upravna enota Krško ima sedež v Krškem, obsega pa ozemlje mestne občine Krško in občine Kostanjevica na Krki. Zajema ozemlje v velikosti 344,9 km2 ter služi 28.521 prebivalcem. Upravna enota Krško ima tudi krajevni urad v Kostanjevici na Krki. Naselja, ki pripadajo Upravni enoti Krško, teh je skupno 185, so:
- Anovec
- Anže
- Apnenik pri Velikem Trnu
- Ardro pod Velikim Trnom
- Ardro pri Raki
- Armeško
- Avguštine
- Brege
- Brestanica
- Brezje pri Dovškem
- Brezje pri Raki
- Brezje pri Senušah
- Brezje v Podbočju
- Brezovica v Podbočju
- Brezovska Gora
- Brlog
- Brod v Podbočju
- Bučerca
- Celine
- Cesta
- Cirje
- Črešnjevec pri Oštrcu
- Črešnjice nad Pijavškim
- Čretež pri Krškem
- Črneča vas
- Dalce
- Dedni Vrh
- Dobe
- Dobrava ob Krki
- Dobrava pod Rako
- Dobrava pri Kostanjevici
- Dobrova
- Dol
- Dolenja Lepa vas
- Dolenja vas pri Krškem
- Dolenja vas pri Raki
- Dolga Raka
- Dolnja Prekopa
- Dolenji Leskovec
- Dolšce
- Dovško
- Drenovec pri Leskovcu
- Drnovo
- Dunaj
- Frluga
- Globočice pri Kostanjevici
- Gmajna
- Golek
- Goli Vrh
- Gora
- Gorenja Lepa vas
- Gorenja vas pri Leskovcu
- Gorenje Dole
- Gornje Pijavško
- Gorenji Leskovec
- Gorica
- Gorica pri Raztezu
- Gornja Prekopa
- Gradec
- Gradnje
- Gradišče pri Raki
- Grič
- Gržeča vas
- Gunte
- Hrastek
- Ivandol
- Ivanjše
- Jablance
- Jelenik
- Jelše
- Jelševec
- Kalce
- Kalce - Naklo
- Kališovec
- Karlče
- Kobile
- Kočarija
- Kočno
- Koprivnica
- Koprivnik
- Koritnica
- Kostanjek
- Kostanjevica na Krki
- Kremen
- Krško
- Križišče
- Leskovec pri Krškem
- Libelj
- Libna
- Loke
- Lokve
- Lomno
- Male Vodenice
- Malence
- Mali Kamen
- Mali Koren
- Mali Podlog
- Mali Trn
- Malo Mraševo
- Mikote
- Mladje
- Mrčna sela
- Mrtvice
- Nemška Gora
- Nemška vas
- Nova Gora
- Orehovec
- Osredek pri Trški Gori
- Oštrc
- Pesje
- Pijana Gora
- Planina pri Raki
- Planina v Podbočju
- Pleterje
- Podbočje
- Podlipa
- Podstrm
- Podulce
- Površje
- Premagovce
- Presladol
- Pristava ob Krki
- Pristava pod Rako
- Pristava pri Leskovcu
- Prušnja vas
- Raka
- Ravne pri Zdolah
- Ravni
- Ravno
- Raztez
- Reštanj
- Rožno
- Ržišče
- Sajevce
- Sela pri Raki
- Selce pri Leskovcu
- Selo
- Senovo
- Senožete
- Senuše
- Slinovce
- Slivje
- Smečice
- Smednik
- Spodnja Libna
- Spodnje Dule
- Spodnje Pijavško
- Spodnji Stari Grad
- Srednje Arto
- Srednje Pijavško
- Sremič
- Stari Grad
- Stari Grad v Podbočju
- Stolovnik
- Stranje
- Straža pri Krškem
- Straža pri Raki
- Strmo Rebro
- Šedem
- Šutna
- Trška Gora
- Velika vas pri Krškem
- Velike Vodenice
- Veliki Dol
- Veliki Kamen
- Veliki Koren
- Veliki Podlog
- Veliki Trn
- Veliko Mraševo
- Veniše
- Videm
- Vihre
- Volovnik
- Vrbina
- Vrbje
- Vrh pri Površju
- Vrhulje
- Vrtača
- Zaboršt
- Zabukovje pri Raki
- Zaloke
- Zdole
- Žabjek v Podbočju
- Žadovinek
- Ženje

### Upravna enota Laško
Upravna enota Laško ima sedež v Laškem, obsega pa ozemlje občin Laško in Radeč. Zajema ozemlje v velikosti 249 km2 ter služi 17.564 prebivalcem. Upravna enota Laško ima tudi krajevni urad v Radečah. Naselja, ki pripadajo Upravni enoti Laško, teh je skupno 108, so:
- Belovo
- Blatni Vrh
- Šentrupert
- Brezno
- Brodnice
- Brstnik
- Brstovnica
- Brunk
- Brunška Gora
- Bukovca
- Curnovec
- Čimerno
- Debro
- Doblatina
- Dobrava
- Dol pri Laškem
- Gabrno
- Globoko
- Goreljce
- Govce
- Gozdec
- Gračnica
- Harje
- Hotemež
- Huda jama
- Jagnjenica
- Jagoče
- Jelovo
- Jurklošter
- Kladje
- Klenovo
- Konc
- Kuretno
- Lahomno
- Lahomšek
- Lahov Graben
- Laška vas
- Laško
- Laziše
- Lipni Dol
- Log pri Vrhovem
- Lokavec
- Loška Gora
- Lože
- Leskovca
- Mačkovec
- Mala Breza
- Male Grahovše
- Marija Gradec
- Marijina vas
- Močilno
- Modrič
- Mrzlo Polje
- Njivice
- Obrežje pri Zidanem Mostu
- Ojstro
- Olešče
- Obrežje
- Padež
- Paneče
- Plazovje
- Počakovo
- Polana
- Povčeno
- Požnica
- Prapretno
- Radeče
- Radoblje
- Reka
- Rifengozd
- Rimske Toplice
- Rudna vas
- Sedraž
- Selo nad Laškim
- Senožete
- Sevce
- Slivno
- Stari Dvor
- Stopce
- Strensko
- Strmca
- Suhadol
- Svibno
- Spodnja Rečica
- Širje
- Škofce
- Šmihel
- Šmohor
- Tevče
- Tovsto
- Trnov Hrib
- Trnovo
- Trobni Dol
- Trojno
- Udmat
- Velike Gorelce
- Velike Grahovše
- Veliko Širje
- Vodiško
- Vrh nad Laškim
- Vrhovo
- Zabrež
- Zagrad
- Zidani most
- Zgornja Rečica
- Zavrate
- Žebnik
- Žigon

### Upravna enota Lenart
Upravna enota Lenart ima sedež v Lenartu v Slovenskih Goricah, obsega pa ozemlje občin Lenart, Benedikt, Cerkvenjak, Svete Ane, Svete Trojice v Slovenskih Goricah ter Sveti Jurij v Slovenskih Goricah. Zajema ozemlje v velikosti 205 km2 ter služi 20.062 prebivalcem. Naselja, ki pripadajo Upravni enoti Lenart, teh je skupno 80, so:
- Andrenci
- Benedikt v Slovenskih goricah
- Brengova
- Cenkova
- Cerkvenjak
- Cogetinci
- Čagona
- Črmljenšak
- Dolge Njive
- Dražen Vrh
- Drvanja
- Froleh
- Gočova
- Grabonoški Vrh
- Gradenšak
- Sveta Trojica v Slovenskih goricah
- Hrastovec v Slovenskih goricah
- Ihova
- Ivanjski Vrh
- Jurovski Dol
- Kadrenci
- Komarnica
- Kremberk
- Krivi Vrh
- Ledinek
- Lenart v Slovenskih Goricah
- Ločki Vrh
- Lokavec
- Lormanje
- Malna
- Močna
- Nadbišec
- Negovski Vrh
- Obrat
- Osek
- Peščeni Vrh
- Radehova
- Rogoznica
- Rožengrunt
- Selce
- Smolinci
- Spodnja Bačkova
- Spodnja Ročica
- Spodnja Senarska
- Spodnja Voličina
- Spodnje Partinje
- Spodnje Verjane
- Spodnji Gasteraj
- Spodnji Porčič
- Spodnji Žerjavci
- Srednji Gasteraj
- Stanetinci
- Stara Gora
- Straže
- Sveta Ana v Slovenskih goricah
- Sveti Trije Kralji v Slovenskih goricah
- Šetarova
- Štajngrova
- Trotkova
- Trstenik
- Vanetina
- Varda
- Vinička vas
- Zamarkova
- Zavrh
- Zgornja Bačkova
- Zgornja Ročica
- Zgornja Senarska
- Zgornja Ščavnica
- Zgornja Voličina
- Zgornje Partinje
- Zgornje Verjane
- Zgornji Gasteraj
- Zgornji Porčič
- Zgornji Žerjavci
- Ženjak
- Žice
- Žitence
- Župetinci

### Upravna enota Lendava
Upravna enota Lendava ima sedež v Lendavi, obsega pa ozemlje občin Lendava, Črenšovci, Dobrovnik, Kobilje, Odranci, Turnišče ter Velika Polana. Zajema ozemlje v velikosti 256 km2 ter služi 22.161 prebivalcem. Upravna enota Lendava ima tudi krajevne urade v Črenšovcih, Dobrovniku, Turnišču ter Veliki Polani. Naselja, ki pripadajo Upravni enoti Lenart, teh je skupno 40, so:
- Banuta
- Benica
- Brezovec
- Brezovica
- Čentiba
- Črenšovci
- Dobrovnik
- Dolga vas
- Dolgovaške Gorice
- Dolina pri Lendavi
- Dolnja Bistrica
- Dolnji Lakoš
- Gaberje
- Genterovci
- Gomilica
- Gornja Bistrica
- Gornji Lakoš
- Hotiza
- Kamovci
- Kapca
- Kobilje
- Kot
- Lendava
- Lendavske Gorice
- Mala Polana
- Mostje
- Nedelica
- Odranci
- Petišovci
- Pince
- Pince - Marof
- Radmožanci
- Renkovci
- Srednja Bistrica
- Strehovci
- Trimlini
- Trnje
- Turnišče
- Velika Polana
- Žitkovci
- Žižki

### Upravna enota Litija
Upravna enota Litija ima sedež v Litiji, obsega pa ozemlje občin Litija, Šmartno pri Litiji in Ivančne Gorice. Zajema ozemlje v velikosti 321,97 km2 ter služi 21.114 prebivalcem. Naselja, ki pripadajo Upravni enoti Litija, teh je skupno 167, so:
- Bitiče
- Boltija
- Borovak pri Polšniku
- Breg pri Litiji
- Brezje pri Kumpolju
- Brezovo
- Brglez
- Bukovica pri Litiji
- Bogenšperk
- Berinjek
- Bistrica
- Cerovica
- Cirkuše
- Čateška Gora
- Čeplje
- Črni Potok
- Dobovica
- Dole pri Litiji
- Dolgo Brdo
- Dolnji Vrh
- Dragovšek
- Dobje
- Gabrovka
- Gabrska Gora
- Gobnik
- Golišče
- Gorenje Jelenje
- Gornje Ravne
- Gornji Vrh
- Gozd - Reka
- Gradišče
- Gradišče
- Gradišče pri Litiji
- Gradiške Laze
- Hohovica
- Hude Ravne
- Jablaniške Laze
- Jablaniški Potok
- Jastrebnik
- Javorje
- Javorje pri Gabrovki
- Jelša
- Jesenje
- Jevnica
- Ježce
- Ježevec
- Ježni Vrh
- Jelenska Reber
- Kal pri Dolah
- Kamni Vrh
- Kamni Vrh pri Primskovem
- Kandrše
- Klanec pri Gabrovki
- Klenik
- Konj
- Konjšica
- Koške Poljane
- Kresnice
- Kresniške Poljane
- Kresniški Vrh
- Kržišče pri Čatežu
- Kumpolje
- Laze pri Gobniku
- Laze pri Vačah
- Leskovica pri Šmartnem
- Leše
- Liberga
- Litija
- Ljubež v Lazih
- Lukovec
- Lupinica
- Mala Goba
- Mala Kostrevnica
- Mala sela
- Mala Štanga
- Mamolj
- Mihelca
- Mišji Dol
- Moravče pri Gabrovki
- Moravška Gora
- Mulhe
- Magolnik
- Nova Gora
- Obla Gorica
- Okrog
- Pečice
- Podbukovje pri Vačah
- Podpeč pod Skalo
- Podroje
- Podšentjur
- Poljane pri Primskovem
- Polšnik
- Ponoviče
- Potok pri Vačah
- Prelesje
- Preska nad Kostrevnico
- Prevale
- Preveg
- Preženjske Njive
- Primskovo
- Pusti Javor
- Pogonik
- Račica
- Radanja vas
- Radgonica
- Ravne
- Razbore
- Renke
- Ribče
- Riharjevec
- Ržišče
- Sava
- Sela pri Sobračah
- Selce
- Selšek
- Sevno
- Slavina
- Slivna
- Sobrače
- Spodnja Jablanica
- Spodnje Jelenje
- Spodnji Hotič
- Spodnji Log
- Stara Gora pri Velikem Gabru
- Stranski Vrh
- Strmec
- Suhadole
- Sopota
- Ščit
- Širmanski Hrib
- Široka Set
- Šmartno pri Litiji
- Štangarske Poljane
- Šumnik
- Tenetiše
- Tepe
- Tihaboj
- Tlaka
- Tolsti Vrh
- Vače
- Velika Goba
- Velika Kostrevnica
- Velika Preska
- Velika Štanga
- Veliki Vrh pri Litiji
- Vernek
- Vinji Vrh
- Vintarjevec
- Višnji Grm
- Vodice pri Gabrovki
- Volčja Jama
- Vovše
- Vrata
- Vrh pri Sobračah
- Zagozd
- Zagrič
- Zapodje
- Zavrh
- Zavrstnik
- Zglavnica
- Zgornja Jablanica
- Zgornji Hotič
- Zgornja Jevnica
- Zagorica
- Zgornji Log

### Upravna enota Ljubljana
Upravna enota Ljubljana ima sedež v Ljubljani, obsega pa ozemlje mestne občine Ljubljana in občin Brezovica, Dobrova - Polhov Gradec, Dol pri Ljubljani, Horjul, Ig, Medvode, Škofljica, Velike Lašče in Vodice. Zajema ozemlje v velikosti 903,8 km2 ter služi 366.823 prebivalcem. Upravna enota Ljubljana ima tudi krajevne urade v Dobrovi, Igu, Medvodah, Notranjih Goricah, Škofljici, Velikih Laščah ter Dolu pri Ljubljan. Naselja, ki pripadajo Upravni enoti Ljubljana, teh je skupno 293, so:
- Beričevo
- Brinje
- Dol pri Ljubljani
- Kleče pri Dolu
- Podgora pri Dolskem
- Videm
- Zaboršt pri Dolu
- Zajelše
- Besnica
- Brezje pri Lipoglavu
- Češnjica
- Dolgo Brdo
- Dolsko
- Gabrje pri Jančah
- Janče
- Javor
- Kamnica
- Klopce
- Križevska vas
- Laze pri Dolskem
- Ljubljana
- Mali Lipoglav
- Mali Vrh pri Prežganju
- Malo Trebeljevo
- Osredke
- Pance
- Petelinje
- Podgrad
- Podlipoglav
- Podmolnik
- Prežganje
- Ravno Brdo
- Repče
- Sadinja vas
- Selo pri Pancah
- Senožeti
- Šentpavel
- Tuji Grm
- Veliki Lipoglav
- Veliko Trebeljevo
- Vinje
- Vnajnarje
- Volavlje
- Vrh pri Dolskem
- Zagorica pri Dolskem
- Zagradišče
- Zgornja Besnica
- Brezovica pri Medvodah
- Bukovica pri Vodicah
- Dobruša
- Dol
- Dornice
- Dragočajna
- Dvor
- Golo Brdo
- Goričane
- Hraše
- Koseze
- Ladja
- Medno
- Medvode
- Moše
- Polje pri Vodicah
- Povodje
- Rakovnik
- Rašica
- Repnje
- Selo pri Vodicah
- Seničica
- Skaručna
- Smlednik
- Sora
- Spodnja Senica
- Spodnje Gameljne
- Spodnje Pirniče
- Srednje Gameljne
- Stanežiče
- Studenčice
- Šinkov Turn
- Tehovec
- Topol pri Medvodah
- Torovo
- Toško čelo
- Trnovec
- Utik
- Valburga
- Vaše
- Verje
- Vesca
- Vikrče
- Vodice
- Vojsko
- Zapoge
- Zavrh pod Šmarno goro
- Zbilje
- Zgornja Senica
- Zgornje Gameljne
- Zgornje Pirniče
- Žlebe
- Osolnik
- Adamovo
- Babna Gora
- Bane
- Bavdek
- Belica
- Belo
- Borovec pri Karlovici
- Boštetje
- Brankovo
- Brest
- Brezje pri Dobrovi
- Brezovica pri Ljubljani
- Briše pri Polhovem Gradcu
- Brlog
- Bukovec
- Butajnova
- Centa
- Četež pri Turjaku
- Črna vas
- Črni Vrh
- Dednik
- Dobravica
- Dobrova
- Dole pri Škofljici
- Dolenja Brezovica
- Dolenja vas pri Polhovem Gradcu
- Dolenje Kališče
- Dolnje Retje
- Dolščaki
- Draževnik
- Drenik
- Dvor pri Polhovem Gradcu
- Dvorska vas
- Gabrje
- Glinek
- Golo
- Gorenja Brezovica
- Gorenje Blato
- Gorenje Kališče
- Goričica pod Krimom
- Gornje Retje
- Gornji Ig
- Gradež
- Gradišče
- Gradišče nad Pijavo Gorico
- Grm
- Gumnišče
- Hlebče
- Horjul
- Hrastenice
- Hrustovo
- Hruševo
- Ig
- Iška
- Iška Loka
- Iška vas
- Jakičevo
- Javorje
- Jezero
- Kamnik pod Krimom
- Kaplanovo
- Karlovica
- Klada
- Knej
- Komanija
- Koreno nad Horjulom
- Kot
- Kot pri Veliki Slevici
- Kremenica
- Krkovo pri Karlovici
- Krvava Peč
- Kukmaka
- Lanišče
- Laporje
- Lavrica
- Laze
- Lesno Brdo
- Lipe
- Ljubgojna
- Log pri Polhovem Gradcu
- Logarji
- Lužarji
- Mački
- Mala Slevica
- Male Lašče
- Mali Ločnik
- Mali Osolnik
- Marinčki
- Matena
- Medvedjek
- Mohorje
- Naredi
- Notranje Gorice
- Opalkovo
- Orle
- Osredek
- Osredek pri Dobrovi
- Pečki
- Pijava Gorica
- Planina nad Horjulom
- Planinca
- Pleše
- Plešivica
- Plosovo
- Podhojni Hrib
- Podkogelj
- Podkraj
- Podlog
- Podolnica
- Podpeč
- Podreber
- Podsmreka
- Podsmreka pri Velikih Laščah
- Podstrmec
- Podulaka
- Podžaga
- Polhov Gradec
- Polzelo
- Poznikovo
- Praproče
- Prazniki
- Preserje
- Prevalje pod Krimom
- Prhajevo
- Prilesje
- Pristava pri Polh. Gradcu
- Purkače
- Pušče
- Podplešivica
- Rakitna
- Rašica
- Razori
- Reber pri Škofljici
- Rob
- Rogatec nad Želimljami
- Rovt
- Rupe
- Samotorica
- Sarsko
- Sekirišče
- Selnik
- Selo nad Polhovim Gradcem
- Selo pri Robu
- Setnica
- Setnik
- Sloka Gora
- Smolnik
- Smrjene
- Srednja vas pri Polhovem Gradcu
- Srednji vrh
- Srnjak
- Srobotnik pri Velikih Laščah
- Staje
- Stope
- Strahomer
- Stranska vas
- Strletje
- Strmec
- Ščurki
- Šentjošt nad Horjulom
- Škamevec
- Škofljica
- Škrilje
- Škrlovica
- Šujica
- Tomažini
- Tomišelj
- Turjak
- Ulaka
- Uzmani
- Velika Slevica
- Velike Lašče
- Veliki Ločnik
- Veliki Osolnik
- Visoko
- Vnanje Gorice
- Vrbljene
- Vrh nad Želimljami
- Vrzdenec
- Vrh
- Zaklanec
- Zalog pri Škofljici
- Zapotok
- Zgonče
- Žaga
- Žažar
- Želimlje
- Žabnica

### Upravna enota Ljutomer
Upravna enota Ljutomer ima sedež v Ljutomerju, obsega pa ozemlje občin Ljutomer, Križevci, Razkrižje in Veržej. Zajema ozemlje v velikosti 175 km2 ter služi 17.968 prebivalcem. Upravna enota Ljutomer ima tudi krajevna urada v Križevcih pri Ljutomerju in v Razkrižju. Naselja, ki pripadajo Upravni enoti Ljutomer, teh je skupno 69, so:
- Babinci
- Banovci
- Berkovci
- Berkovski Prelogi
- Bodislavci
- Boreci
- Branoslavci
- Bučečovci
- Bučkovci
- Bunčani
- Cezanjevci
- Cuber
- Cven
- Desnjak
- Dobrava
- Drakovci
- Gajševci
- Gibina
- Globoka
- Godemarci
- Grabe pri Ljutomeru
- Gresovščak
- Grlava
- Iljaševci
- Ilovci
- Jeruzalem
- Ključarovci pri Ljutomeru
- Kokoriči
- Kopriva
- Krapje
- Krištanci
- Križevci pri Ljutomeru
- Kuršinci
- Ljutomer
- Logarovci
- Lukavci
- Mekotnjak
- Moravci v Slovenskih goricah
- Mota
- Mala Nedelja
- Noršinci pri Ljutomeru
- Nunska Graba
- Plešivica
- Podgradje
- Precetinci
- Presika
- Pristava
- Radomerje
- Radomerščak
- Radoslavci
- Razkrižje
- Rinčetova Graba
- Sitarovci
- Slamnjak
- Spodnji Kamenščak
- Stara Cesta
- Stara Nova vas
- Stročja vas
- Šafarsko
- Šalinci
- Šprinc
- Veržej
- Veščica
- Vidanovci
- Vogričevci
- Vučja vas
- Zasadi
- Zgornji Kamenščak
- Železne Dveri

### Upravna enota Logatec
Upravna enota Logatec ima sedež v Logatcu, obsega pa ozemlje občine Logatec v velikosti 173 km2 ter služi 13.976 prebivalcem. Naselja, ki pripadajo Upravni enoti Logatec, teh je skupno 19, so:
- Grčarevec
- Hleviše
- Hlevni Vrh
- Hotedršica
- Jakovica
- Kalce
- Lavrovec Laze
- Logatec
- Medvedje Brdo
- Novi Svet
- Petkovec
- Praprotno Brdo
- Ravnik pri Hotedršici
- Rovtarske Žibrše
- Rovte
- Vrh Svetih Treh Kraljev
- Zaplana
- Žibrše

### Upravna enota Maribor
Upravna enota Maribor ima sedež v Mariboru, obsega pa ozemlje mestne občine Maribor, Miklavž na Dravskem polju, Hoče - Slivnica, Rače - Fram, Starše, Duplek in občine Pesnice. Zajema ozemlje v velikosti 356 km2 ter služi 149.037 prebivalcem. Upravna enota Maribor ima krajevne urad v Dupleku, Hočah, Miklavžu na Dravskem polju in v Račah. Naselja, ki pripadajo Upravni enoti Maribor, teh je skupno 87, so:
- Bohova
- Bresternica
- Brezula
- Brunšvik
- Celestrina
- Ciglence
- Čreta
- Dobrovce
- Dogoše
- Dragučova
- Dravski Dvor
- Dvorjane
- Fram
- Gaj nad Mariborom
- Grušova
- Hočko Pohorje
- Hotinja vas
- Hrastje
- Hrenca
- Jablance
- Jelovec
- Ješenca
- Kamnica
- Kopivnik
- Košaki
- Laznica
- Limbuš
- Loka
- Loka pri Framu
- Ložane
- Malečnik
- Maribor
- Marjeta na Dravskem polju
- Meljski hrib
- Metava
- Miklavž na Dravskem polju
- Morje
- Nebova
- Orehova vas
- Pekel
- Pekre
- Pernica
- Pivola
- Planica
- Počehova
- Podova
- Polana
- Požeg
- Prepolje
- Rače
- Radizel
- Ranče
- Razvanje
- Ribniško selo
- Rogoza
- Rošnja
- Rošpoh–del
- Ruperče
- Skoke
- Slivnica pri Mariboru
- Slivniško Pohorje
- Spodnja Gorica
- Spodnja Korena
- Spodnje Hoče
- Spodnji Duplek
- Srednje
- Starše
- Šober
- Trčova
- Trniče
- Vinarje
- Vodole
- Vosek
- Vrhov dol
- Vukovje
- Vurberk
- Za Kalvarijo
- Zgornja Gorica
- Zgornja Korena
- Zgornje Hoče
- Zgornji Duplek
- Zgornji Slemen–del
- Zimica
- Zlatoličje
- Zrkovci
- Žikarce

### Upravna enota Metlika
Upravna enota Metlika ima sedež v Metliki, obsega pa ozemlje občine Metlika. Zajema ozemlje v velikosti 109 km2 ter služi 8.394 prebivalcem. Naselja, ki pripadajo Upravni enoti Metlika, teh je skupno 59, so:
- Bereča vas
- Boginja vas
- Bojanja vas
- Boldraž
- Boršt
- Božakovo
- Božič Vrh
- Brezovica pri Metliki
- Bušinja vas
- Čurile
- Dole
- Dolnja Lokvica
- Dolnje Dobravice
- Dolnji Suhor pri Metliki
- Drage
- Dragomlja vas
- Drašiči
- Geršiči
- Gornja Lokvica
- Gornje Dobravice
- Gornji Suhor pri Metliki
- Grabrovec
- Gradac
- Grm pri Podzemju
- Hrast pri Jugorju
- Jugorje pri Metliki
- Kamenica
- Kapljišče
- Klošter
- Krasinec
- Krašnji Vrh
- Krivoglavice
- Križevska vas
- Krmačina
- Mačkovec pri Suhorju
- Malo Lešče
- Metlika
- Mlake
- Okljuka
- Otok
- Podzemelj
- Prilozje
- Primostek
- Radoši
- Radovica
- Radoviči
- Rakovec
- Ravnace
- Rosalnice
- Sela pri Jugorju
- Slamna vas
- Svržaki
- Škemljevec
- Škrilje
- Trnovec
- Vidošiči
- Zemelj
- Želebej
- Železniki

### Upravna enota Mozirje
Upravna enota Mozirje ima sedež v Mozirju, obsega pa ozemlje občin Gornji Grad, Ljubno, Luče, Mozirje, Nazarje, Rečica ob Savinji in Solčava. Zajema ozemlje v velikosti 508 km2 ter služi 16.434 prebivalcem. Upravna enota Ajdovščina ima tudi krajevni urad v Vipavi. Naselja, ki pripadajo Upravni enoti Mozirje, teh je skupno 61, so:
- Bočna
- Brezje
- Brdo
- Čreta pri Kokarjah
- Dobletina
- Dobrovlje pri Mozirju
- Dol
- Dol–Suha
- Florjan pri Gornjem Gradu
- Gornji Grad
- Grušovlje
- Homec
- Juvanje
- Kokarje
- Konjski Vrh
- Krnica
- Lačja vas
- Lenart pri Gornjem gradu
- Lepa Njiva
- Ljubija
- Ljubno ob Savinji
- Logarska Dolina
- Loke pri Mozirju
- Luče
- Meliše
- Mozirje
- Nazarje
- Nizka
- Okonina
- Planina
- Podolševa
- Podveža
- Podvolovljek
- Poljane
- Potok
- Prihova
- Primož pri Ljubnem
- Pusto Polje
- Radegunda
- Radmirje
- Raduha
- Rečica ob Savinji
- Robanov kot
- Rovt pod Menino
- Savina
- Solčava
- Spodnja Rečica
- Spodnje Kraše
- Spodnje Pobrežje
- Strmec
- Šentjanž
- Šmartno ob Dreti
- Šmihel nad Mozirjem
- Šmiklavž
- Ter
- Tirosek
- Trnovec
- Varpolje
- Volog
- Zavodice
- Zgornje Pobrežje
- Žlabor

### Upravna enota Murska Sobota
Upravna enota Murska Sobota ima sedež v Murski Soboti, obsega pa ozemlje mestne občine Murska Sobota in občin Beltinci, Cankova, Gornji Petrovci, Grad, Hodoš, Kuzma, Moravske Toplice, Puconci, Rogašovci, Šalovci in Tišina. Zajema ozemlje v velikosti 692 km2 ter služi 59.700 prebivalcem. Upravna enota Murska Sobota ima tudi krajevne urade v Beltincih, Cankovi, Gradu, Gornjih Petrovcih, Kuzmi, Prosenjakovcih, Puconcih, Rogašovcih, Šalovcih in Tišini. Naselja, ki pripadajo Upravni enoti Murska Sobota, teh je skupno 135, so:
- Adrijanci
- Andrejci
- Bakovci
- Beltinci
- Berkovci
- Beznovci
- Bodonci
- Bogojina
- Bokrači
- Boreča
- Borejci
- Bratonci
- Brezovci
- Budinci
- Bukovnica
- Cankova
- Čepinci
- Černelavci
- Čikečka vas
- Dankovci
- Dokležovje
- Dolenci
- Dolič
- Dolina
- Dolnji Slaveči
- Domajinci
- Domanjševci
- Fikšinci
- Filovci
- Fokovci
- Gančani
- Gederovci
- Gerlinci
- Gorica
- Gornji Črnci
- Gornji Petrovci
- Gornji Slaveči
- Grad
- Gradišče
- Hodoš
- Ivanci
- Ivanjševci
- Ivanovci
- Ižakovci
- Sveti Jurij
- Kančevci
- Korovci
- Košarovci
- Kovačevci
- Krajna
- Kramarovci
- Krašči
- Križevci
- Krnci
- Krog
- Krplivnik
- Kruplivnik
- Kukeč
- Kupšinci
- Kuštanovci
- Kuzma
- Lemerje
- Lipa
- Lipovci
- Lončarovci
- Lucova
- Lukačevci
- Mačkovci
- Markišavci
- Markovci
- Martinje
- Martjanci
- Matjaševci
- Melinci
- Mlajtinci
- Moravske Toplice
- Moščanci
- Motovilci
- Motvarjevci
- Murska Sobota
- Murski Črnci
- Murski Petrovci
- Nemčavci
- Neradnovci
- Noršinci
- Nuskova
- Ocinje
- Otovci
- Panovci
- Pečarovci
- Pertoča
- Peskovci
- Petanjci
- Polana
- Pordašinci
- Poznanovci
- Predanovci
- Prosečka vas
- Prosenjakovci
- Puconci
- Puževci
- Pušča
- Radovci
- Rakičan
- Rankovci
- Ratkovci
- Rogašovci
- Ropoča
- Satahovci
- Sebeborci
- Selo
- Serdica
- Skakovci
- Sodišinci
- Sotina
- Središče
- Stanjevci
- Strukovci
- Suhi vrh
- Šalamenci
- Šalovci
- Šulinci
- Tešanovci
- Tišina
- Topolovci
- Trdkova
- Tropovci
- Vadarci
- Vanča vas
- Vaneča
- Večeslavci
- Veščica
- Vidonci
- Vučja Gomila
- Zenkovci
- Ženavlje

### Upravna enota Nova Gorica s sedežem v Novi Gorici obsega naslednja naselja
- Ajba
- Ajševca
- Anhovo
- Avče
- Banjšice
- Barbana
- Bate
- Belo
- Biljana
- Bilje
- Bodrež
- Branik
- Brdice pri Kožbani
- Brdice pri Neblem
- Brdo
- Breg pri Golem brdu
- Brestje
- Brezovk
- Budihni
- Bukovica
- Ceglo
- Čepovan
- Deskle
- Doblar
- Dobrovo
- Dolnje Cerovo
- Dombrava
- Dornberk
- Draga
- Drnovk
- Fojana
- Golo brdo
- Gonjače
- Gorenja vas
- Gornje Cerovo
- Gradišče nad Prvačino
- Gradno
- Grgar
- Grgarske Ravne
- Hlevnik
- Hruševlje
- Hudi Log
- Hum
- Imenje
- Kal nad Kanalom
- Kambreško
- Kanal
- Kanalski Vrh
- Kojsko
- Korita na Krasu
- Kostanjevica na Krasu
- Kozana
- Kozarno
- Kožbana
- Krasno
- Kromberk
- Lazna
- Levpa
- Lig
- Lipa
- Loke
- Lokovec
- Lokve
- Lokvica
- Medana
- Miren
- Morsko
- Neblo
- Nemci
- Nova Gorica
- Nova vas
- Novelo
- Nozno
- Opatje selo
- Orehovlje
- Osek
- Oševljek
- Ozeljan
- Plave
- Plešivo
- Podsabotin
- Potok pri Dornberku
- Preserje
- Pristava
- Pristavo
- Prvačina
- Podgozd
- Ravnica
- Renče
- Ročinj
- Rožna Dolina
- Saksid
- Sela na Krasu
- Senik
- Seniški breg
- Slapnik
- Slavče
- Snežatno
- Snežeče
- Spodnja Branica
- Stara Gora
- Steske
- Solkan
- Šempas
- Šempeter pri Gorici
- Šlovrenc
- Šmartno
- Šmaver
- Šmihel
- Tabor
- Temnica
- Trnovo
- Ukanje
- Vedrijan
- Vipolže
- Višnjevik
- Vitovlje
- Voglarji
- Vogrsko
- Vojščica
- Volčja Draga
- Vrhovlje pri Kojskem
- Vrhovlje pri Kožbani
- Vrtoče
- Vrtojba
- Zali breg
- Zapotok
- Zalošče

### Upravna enota Novo mesto s sedežem v Novem mestu obsega naslednja naselja
- Apnenik
- Bela Cerkev
- Birčna vas
- Biška vas
- Boričevo
- Boršt pri Dvoru
- Breška vas
- Brezje
- Brezje pri Šentjerneju
- Brezova Reber pri Dvoru
- Brezovica
- Brezovica pri Stopičah
- Budganja vas
- Bušinec
- Cerov Log
- Cerovec
- Čadraže
- Čelevec
- Čemše
- Češča vas
- Čisti breg
- Črešnjice
- Črmošnjice pri Stopičah
- Čučja mlaka
- Dalnji Vrh
- Dešeča vas
- Dobindol
- Dobovo
- Dobrava pri Škocjanu
- Dobravica
- Dobruška vas
- Dol pri Šmarjeti
- Dolenja Brezovica
- Dolenja stara vas
- Dolenja vas
- Dolenja vas pri Mirni Peči
- Dolenje Dole
- Dolenje Gradišče
- Dolenje Gradišče pri Šentj
- Dolenje Grčevje
- Dolenje Kamenje
- Dolenje Karteljevo
- Dolenje Kronovo
- Dolenje Lakovnice
- Dolenje Mokro polje
- Dolenje polje
- Dolenje Sušice
- Dolenje Vrhpolje
- Dolenji Globodol
- Dolenji Maharovec
- Dolenji Podboršt
- Dolenji Suhadol
- Dolenjske Toplice
- Dolnja Stara vas
- Dolnja Težka voda
- Dolnje Mraševo
- Dolnji Ajdovec
- Dolnji kot
- Doljni križ
- Dolž
- Draga
- Drama
- Drašča vas
- Drča
- Drenje
- Drganja sela
- Družinska vas
- Dvor
- Gabrje
- Gabrje pri Soteski
- Gabrnik
- Globočdol
- Golobinjek
- Golušnik
- Gorenja Brezovica
- Gorenja Gomila
- Gorenja Stara vas
- Gorenja vas pri Šmarjeti
- Gorenje Dole
- Gorenje Gradišče
- Gorenje Gradišče pri Šentj
- Gorenje Grčevje
- Gorenje Kamence
- Gorenje Kamenje
- Gorenje Karteljevo
- Gorenje Kronovo
- Gorenje Lakovnice
- Gorenje Mokro Polje
- Gorenje Mraševo
- Gorenje Polje
- Gorenje Sušice
- Gorenje Vrhpolje
- Gorenji Globodol
- Gorenji Maharovec
- Gorenji Podboršt
- Gorenji Suhadol
- Goriška Gora
- Goriška vas
- Goriška vas pri Škocjanu
- Gornja Težka voda
- Gornji Ajdovec
- Gornji kot
- Gornji Križ
- Gradenc
- Gradenje
- Grč Vrh
- Grič pri Klevevžu
- Grmovlje
- Groblje pri Prekopi
- Gruča
- Gumberk
- Herinja vas
- Hinje
- Hmeljčič
- Hrastje
- Hrastje pri Mirni Peči
- Hrastulje
- Hrib
- Hrib pri Hinjah
- Hrib pri Orehku
- Hrušica
- Hrvaški Brod
- Hudenje
- Hudo
- Iglenik
- Imenje
- Jablan
- Jama
- Jama pri Dvoru
- Javorovica
- Jelendol
- Jelše
- Jelše pri Otočcu
- Jordankal
- Jugorje
- Jurka vas
- Jurna vas
- Klečet
- Klenovik
- Klopce
- Kočevske poljane
- Konec
- Koroška vas
- Koti
- Kuzarjev Kal
- Križe
- Koglo
- Lašče
- Laze
- Lazina
- Ledeča vas
- Leskovec
- Lešnica
- Loka
- Loke
- Lopata
- Loška vas
- Lutrško selo
- Mačkovec pri Dvoru
- Mačkovec pri Škocjanu
- Mala Cikava
- Mala Strmica
- Male Brusnice
- Male Poljane
- Malenska vas
- Mali Ban
- Mali Cerovec
- Mali Kal
- Mali Lipovec
- Mali Orehek
- Mali Podljuben
- Mali Rigelj
- Mali Slatnik
- Mali Vrh
- Malo Lipje
- Meniška vas
- Mihovec
- Mihovica
- Mihovo
- Mirna Peč
- Mršeča vas
- Nova Gora
- Novo mesto
- Občice
- Obrh
- Orehovica
- Orešje
- Orkljevec
- Osrečje
- Ostrog
- Otočec
- Paha
- Pangrč grm
- Petane
- Plemberk
- Pleš
- Plešivica
- Podgora
- Podgozd
- Podgrad
- Podhosta
- Podlipa
- Podstenice
- Podturn pri Dol. Toplicah
- Polhovica
- Poljane pri Mirni Peči
- Poljane pri Žužemberku
- Potok
- Potov Vrh
- Prapreče
- Prapreče pri Straži
- Prapreče pri Šentjerneju
- Prečna
- Prevole
- Pristava
- Pristava pri Šentjerneju
- Pristavica
- Petelinjek
- Radovlja
- Rajnovšče
- Rakovnik
- Rakovnik pri Birčni vasi
- Ratež
- Ratje
- Razdrto
- Reber
- Roje
- Ruhna vas
- Rumanja vas
- Sadinja vas pri Dvoru
- Segonje
- Sela
- Sela pri Ajdovcu
- Sela pri Dol. Toplicah
- Sela pri Hinjah
- Sela pri Ratežu
- Sela pri Šentjerneju
- Sela pri Štravberku
- Sela pri Zajčjem vrhu
- Sela pri Zburah
- Selišče
- Selo pri Zagorici
- Sevno
- Smolenja vas
- Soteska
- Srebrniče
- Srednje Grčevje
- Srednji Globodol
- Srednji Lipovec
- Stara Bučka
- Stare Žage
- Stavča vas
- Stopiče
- Stopno
- Stranje pri Škocjanju
- Stranska vas
- Strelac
- Suhor
- Suhor pri Dol. Toplicah
- Straža
- Šentjakob
- Šentjernej
- Šentjošt
- Šentjurij na Dolenjskem
- Škocjan
- Škrjanče pri Novem mestu
- Šmalčja vas
- Šmarje
- Šmarješke Toplice
- Šmarjeta
- Šmihel pri Žužemberku
- Štravberk
- Tolsti vrh
- Tomažja vas
- Travni dol
- Trebča vas
- Trška gora
- Uršna sela
- Vavta vas
- Velike Brusnice
- Velike Poljane
- Veliki Ban
- Veliki Cerovec
- Veliki kal
- Veliki Lipovec
- Veliki Orehek
- Veliki Podljuben
- Veliki Rigelj
- Veliki Slatnik
- Veliko Lipje
- Verdun
- Verdun pri Uršnih selih
- Vinica pri Šmarjeti
- Vinja vas
- Vinji Vrh
- Vinkov Vrh
- Visejec
- Volčkova vas
- Vratno
- Vrbovce
- Vrh pri Hinjah
- Vrh pri Križu
- Vrh pri Ljubnu
- Vrh pri Pahi
- Vrh pri Šentjerneju
- Vrhe
- Vrhovo pri Mirni Peči
- Vrhovo pri Žužemberku
- Vrhpeč
- Zafara
- Zagrad
- Zagrad pri Otočcu
- Zajčji Vrh pri Stopičah
- Zalisec
- Zalog
- Zalog pri Škocjanu
- Zameško
- Zapuže
- Zavinek
- Zbure
- Zloganje
- Žaloviče
- Ždinja vas
- Žerjavin
- Žihovo selo
- Žužemberk
- Žvabovo
- Žvirče

### Upravna enota Ormož s sedežem v Ormožu obsega naslednja naselja
- Bratonečice
- Bresnica
- Cerovec Stanka Vraza
- Cvetkovci
- Dobrava
- Dobrovščak
- Drakšl
- Frankovci
- Godeninci
- Gomila pri Kogu
- Gornji Ključarovci
- Grabe
- Gradišče pri Ormožu
- Hajndl
- Hardek
- Hermanci
- Hranjigovci
- Hujbar
- Hum pri Ormožu
- Ivanjkovci
- Jastrebci
- Kajžar
- Kog
- Koračice
- Krčevina
- Lačaves
- Lahonci
- Lešnica
- Lešniški Vrh
- Libanja
- Litmerk
- Loperšice
- Lunovec
- Mala vas pri Ormožu
- Mali Brebrovnik
- Mezgovci
- Mihalovci
- Mihovci pri Vel. Nedelji
- Miklavž pri Ormožu
- Obrež
- Ormož
- Osluševci
- Pavlovci
- Pavlovski Vrh
- Podgorci
- Preclava
- Pršetinci
- Pušenci
- Rakovci
- Ritmerk
- Rucmanci
- Runeč
- Savci
- Sejanci
- Senčak
- Senešci
- Senik
- Sodinci
- Spodnji Ključarovci
- Središče ob Dravi
- Stanovno
- Strezetina
- Strjanci
- Strmec pri Ormožu
- Šalovci
- Šardinje
- Sveti Tomaž
- Trgovišče
- Trnovci
- Veličane
- Velika Nedelja
- Veliki Brebrovnik
- Vičanci
- Vinski Vrh
- Vitan
- Vodranci
- Vuzmetinci
- Zagorje
- Zasavci
- Žerovinci
- Žvab

### Upravna enota Pesnica s sedežem v Pesnici obsega naslednja naselja
- Ceršak
- Ciringa
- Cirknica
- Dolnja Počehova
- Drankovec
- Flekušek
- Gačnik
- Gradiška
- Grušena
- Jareninski Dol
- Jareninski Vrh
- Jedlovnik
- Jelenče
- Jurjevski Dol
- Jurski Vrh
- Kaniža
- Kozjak nad Pesnico
- Kozjak pri Ceršaku
- Kresnica
- Kušernik
- Mali Dol
- Pesnica
- Pesnica pri Mariboru
- Pesniški Dvor
- Plač
- Plintovec
- Plodršnica
- Počenik
- Podigrac
- Polička vas
- Polički Vrh
- Ranca
- Ročica
- Rošpoh–del
- Selnica ob Muri
- Sladki Vrh
- Slatenik
- Slatina
- Slatinski Dol
- Spodnja Velka
- Spodnje Dobrenje
- Spodnje Hlapje
- Spodnje Vrtiče
- Spodnji Jakobski Dol
- Srebotje
- Stara Gora pri Šentilju
- Svečane
- Svečina
- Šentilj v Slov. goricah
- Šomat
- Špičnik
- Štrihovec
- Trate
- Vajgen
- Vranji Vrh
- Vršnik
- Vukovski Dol
- Vukovski Vrh
- Zgornja Kungota
- Zgornja Velka
- Zgornje Dobrenje
- Zgornje Gradišče
- Zgornje Hlapje
- Zgornje Vrtiče
- Zgornji Jakobski Dol
- Zgornji Dražen Vrh

### Upravna enota Piran s sedežem v Luciji obsega naslednja naselja
- Dragonja
- Lucija
- Nova vas nad Dragonjo
- Padna
- Parecag
- Piran
- Portorož
- Sv. Peter
- Seča
- Sečovlje
- Strunjan

### Upravna enota Postojna s sedežem v Postojni obsega naslednja naselja
- Belsko
- Brezje pod Nanosom
- Buje
- Bukovje
- Čepno
- Šmihel
- Dolnja Košana
- Drskovče
- Dilce
- Gorenje
- Goriče
- Gornja Košana
- Gradec
- Grobišče
- Hrašče
- Hrenovice
- Hruševje
- Jurišče
- Kal
- Klenik
- Koče
- Landol
- Liplje
- Lahača
- Mala Brda
- Mala Pristava
- Mali Otok
- Malo Ubeljsko
- Matenja vas
- Nadanje selo
- Narin
- Neverke
- Nova Sušica
- Orehek
- Palčje
- Parje
- Petelinje
- Pivka
- Planina
- Postojna
- Predjama
- Prestranek
- Rakitnik
- Rakulik
- Razdrto
- Ribnica
- Sajevče
- Selce
- Slavina
- Slavinje
- Slovenska vas
- Stara Sušica
- Stara vas
- Strane
- Strmca
- Studenec
- Studeno
- Suhorje
- Šmihel pod Nanosom
- Šilentabor
- Trnje
- Velika Brda
- Velika Pristava
- Veliki Otok
- Veliko Ubeljsko
- Volče
- Zagon
- Zagorje
- Žeje

### Upravna enota Ptuj s sedežem na Ptuju obsega naslednja naselja
- Apače
- Barislovci
- Belavšek
- Belski Vrh
- Berinjak
- Biš
- Bišečki Vrh
- Bodkovci
- Bolečka vas
- Borovci
- Bratislavci
- Breg
- Brezovci
- Brezovec
- Bukovci
- Cirkovce
- Cirkulane
- Cunkovci
- Čermožiše
- Črmlja
- Desenci
- Destrnik
- Dežno pri Podlehniku
- Dobrina
- Doklece
- Dolane
- Dolena
- Dolič
- Dornava
- Dragonja vas
- Dragovič
- Dravci
- Dravinjski Vrh
- Draženci
- Drbetinci
- Drenovec
- Drstelja
- Formin
- Gabrnik
- Gajevci
- Gerečja vas
- Gibina
- Gomila
- Gomilci
- Gorca
- Gorenjski Vrh
- Goričak
- Gorišnica
- Gradišča
- Gradiščak
- Gradišče
- Grajena
- Grajenščak
- Grdina
- Grlinci
- Gruškovec
- Hajdoše
- Hlaponci
- Hrastovec
- Hvaletinci
- Jablovec
- Janežovci
- Janežovski Vrh
- Janški Vrh
- Jelovice
- Jiršovci
- Jurovci
- Juršinci
- Kicar
- Kidričevo
- Kočice
- Korenjak
- Koritno
- Kozminci
- Krčevina pri Vurbergu
- Kukava
- Kungota pri Ptuju
- Lancova vas
- Lasigovci
- Lešje
- Levanjci
- Ljubstava
- Ločič
- Ločki Vrh
- Lovrenc na Dravskem polju
- Ložina
- Lancova vas pri Ptuju
- Majski Vrh
- Majšperk
- Mala Varnica
- Mala vas
- Mali Okič
- Markovci
- Medribnik
- Medvedce
- Meje
- Mestni Vrh
- Mezgovci ob Pesnici
- Mihovce
- Mostje
- Moškanjci
- Muretinci
- Nadole
- Naraplje
- Njiverce
- Nova vas pri Markovcih
- Pacinje
- Paradiž
- Pestike
- Placar
- Placerovci
- Planjsko
- Pleterje
- Pobrežje
- Podlehnik
- Podlože
- Podvinci
- Pohorje
- Polenci
- Polenšak
- Pongrce
- Popovci
- Prerad
- Preša
- Pristava
- Prvenci
- Ptuj
- Ptujska Gora
- Repišče
- Rjavci
- Rodni Vrh
- Rotman
- Sakušak
- Sedlašek
- Sela
- Senčak pri Juršincih
- Sestrže
- Sitež
- Skorba
- Skorišnjak
- Skrblje
- Slape
- Slatina
- Slavšina
- Slomi
- Slovenja vas
- Sobetinci
- Soviče
- Sovjak
- Spodnja Hajdina
- Spodnje Jablane
- Spodnji Leskovec
- Spodnji Velovlek
- Spuhlja
- Stanečka vas
- Stanošina
- Starošince
- Stogovci
- Stojnci
- Stoperce
- Strajna
- Stražgonjca
- Strejaci
- Strelci
- Strmec pri Destrniku
- Strmec pri Leskovcu
- Strmec pri Polenšaku
- Svetinci
- Šikole
- Šturmovci
- Tibolci
- Trdobojci
- Trnovec
- Trnovska vas
- Trnovski Vrh
- Tržec
- Turški Vrh
- Vareja
- Velika Varnica
- Veliki Okič
- Veliki Vrh
- Videm pri Ptuju
- Vintarovci
- Vitomarci
- Zabovci
- Zagojiči
- Zagorci
- Zakl
- Zamušani
- Zasadi
- Zavrč
- Zgornja Hajdina
- Zgornja Pristava
- Zgornje Jablane
- Zgornji Leskovec
- Zgornji Velovlek
- Žamenci
- Žetale
- Župečja vas
- Dol pri Stopercah
- Kupčinji Vrh
- Novinci
- Spodnja Sveča
- Spodnje Gruškovje
- Strnišče
- Spodnji Gaj pri Pragerskem
- Zgornja Sveča
- Zgornje Gruškovje

### Upravna enota Radlje ob Dravi s sedežem v Radljah ob Dravi obsega naslednja naselja
- Sv. Jernej nad Muto
- Brezni Vrh
- Brezno
- Sv. Trije kralji
- Dobrava
- Dravče
- Gortina
- Hudi Kot
- Janževski Vrh
- Javnik
- Josipdol
- Kozji Vrh
- Lehen na Pohorju
- Mlake
- Muta
- Ožbalt
- Pernice
- Sv. Anton na Pohorju
- Podvelka
- Radelca
- Radlje ob Dravi
- Rdeči breg – del
- Remšnik
- Ribnica na Pohorju
- Spodnja Kapla
- Spodnja Vižinga
- Št. Janž pri Radljah
- Sv. Primož na Pohorju
- Sv. Vid
- Spodnja Orlica
- Sv. Primož nad Muto
- Šentjanž nad Dravčami
- Vas
- Vuhred
- Vurmat – del
- Vuzenica
- Zgornja Kapla
- Zgornja Vižinga
- Zgornji Janževski Vrh
- Zgornji Kozji Vrh
- Zgornji Lehen na Pohorju
- Zgornja Orlica

### Upravna enota Radovljica s sedežem v Radovljici obsega naslednja naselja
- Begunje na Gorenjskem
- Bitnje
- Bled
- Bodešče
- Bohinjska Bela
- Bohinjska Bistrica
- Bohinjska Češnjica
- Brda
- Brezje
- Brezovica
- Brod
- Češnjica pri Kropi
- Črnivec
- Dobravica
- Dobro polje
- Dvorska vas
- Globoko
- Goreljek
- Gorica
- Gorjuše
- Grabče
- Hlebce
- Hraše
- Jereka
- Kamna Gorica
- Kamnje
- Koprivnik v Bohinju
- Koritno
- Krnica
- Kropa
- Kupljenik
- Lancovo
- Lepence
- Lesce
- Lipnica
- Ljubno
- Laški Rovt
- Log v Bohinju
- Mevkuž
- Mišače
- Mlaka
- Mošnje
- Nemški Rovt
- Nomenj
- Noše
- Nova vas pri Lescah
- Obrne
- Otoče
- Ovsiše
- Peračica
- Perniki
- Podhom
- Podjelje
- Podnart
- Poljče
- Polje
- Poljšica pri Gorjah
- Poljšica pri Podnartu
- Posavec
- Praproše
- Prezrenje
- Radovljica
- Radovna
- Ravne v Bohinju
- Ravnica
- Ribčev Laz
- Ribno
- Rovte
- Savica
- Selo pri Bledu
- Slamniki
- Slatna
- Spodnja Dobrava
- Spodnja Lipnica
- Spodnje Gorje
- Spodnje Laze
- Spodnji Otok
- Srednja Dobrava
- Srednja vas
- Srednja vas v Bohinju
- Stara Fužina
- Studenčice
- Studor v Bohinju
- Ukanc
- Višelnica
- Vošče
- Vrbnje
- Zadnja vas
- Zaloše
- Zapuže
- Zasip
- Zgornja Dobrava
- Zgornja Lipnica
- Zgornje Gorje
- Zgornji Otok
- Zgoša
- Zgornje Laze
- Žlan

### Upravna enota Ravne na Koroškem s sedežem v Ravnah na Koroškem obsega naslednja naselja
- Belšak
- Bistra
- Brdinje
- Breg
- Breznica
- Črna na Koroškem
- Dobja vas
- Dobrije
- Dolga Brda
- Javorje
- Jazbina
- Jamnica
- Koprivna
- Koroški Selovec
- Kot pri Prevaljah
- Kotlje
- Leše
- Lokovica
- Lom
- Ludranski Vrh
- Mežica
- Navrški Vrh
- Onkraj Meže
- Plat
- Podgora
- Podkraj
- Podkraj pri Mežici
- Podpeca
- Poljana
- Preški Vrh
- Prevalje
- Ravne na Koroškem
- Sele–del
- Stražišče
- Strojna
- Suhi Vrh
- Šentanel
- Tolsti Vrh p. R. na K. – del
- Topla
- Uršlja Gora
- Zagrad
- Zelen Breg
- Žerjav

### Upravna enota Ribnica s sedežem v Ribnici obsega naslednja naselja
- Andol
- Betonovo
- Blate
- Breg pri Ribnici na Dol
- Breže
- Brinovščica
- Brlog–del
- Bukovec pri Poljanah
- Bukovica
- Črnec
- Črni potok pri Vel. Laščah
- Črni Potok pri Dragi
- Draga
- Dane
- Dolenja vas
- Dolenje Podpoljane
- Dolenji Lazi
- Dule
- Finkovo
- Gašpinovo
- Globel
- Gorenje Podpoljane
- Gorenji Lazi
- Goriča vas
- Graben
- Grčarice
- Grčarske Ravne
- Grebenje
- Grič
- Glažuta
- Hojče
- Hrib – Loški Potok
- Hrovača
- Hudi Konec
- Janeži
- Jelendol
- Jelenov Žleb
- Jelovec
- Junčje
- Jurjevica
- Kot pri Rakitnici
- Kot pri Ribnici
- Kotel
- Kračali
- Krnče
- Kržeti
- Levstiki
- Lipovec
- Lipovšica
- Lazec
- Makoše
- Mali Log
- Marolče
- Maršiči
- Male Vinice
- Nemška vas
- Nova Štifta
- Novi pot
- Novi kot
- Ortnek
- Otavica
- Perovo
- Petrinci
- Podklanec
- Praproče
- Preska
- Prigorica
- Pugled pri Karlovici
- Pusti hrib
- Podplanina
- Podpreska
- Pungert
- Rakitnica
- Ravni Dol
- Retje
- Ribnica
- Rigelj pri Ortneku
- Sajevec
- Sinovica
- Slatnik
- Sodražica
- Srednja vas – Loški potok
- Sušje
- Sv. Gregor
- Srednja vas pri Dragi
- Stari Kot
- Šegova vas
- Škrajnek
- Travnik
- Trava
- Travna Gora
- Velike Poljane
- Vinice
- Vintarji
- Vrh pri Poljanah
- Zadniki
- Zadolje
- Zamostec
- Zapotok
- Zapuže pri Ribnici
- Zlati rep
- Žimarice
- Žlebič
- Žukovo

### Upravna enota Ruše s sedežem v Rušah obsega naslednja naselja
- Bezena
- Bistrica ob Dravi
- Činžat
- Črešnjevec ob Dravi
- Fala
- Gradišče na Kozjaku
- Janževa Gora
- Kumen
- Lobnica
- Log
- Lovrenc na Pohorju
- Puščava
- Rdeči breg – del
- Recenjak
- Ruše
- Ruta
- Selnica ob Dravi
- Smolnik
- Spodnja Selnica
- Spodnji Boč
- Spodnji Slemen
- Sv. Duh na Ostrem Vrhu
- Veliki Boč
- Vurmat–del
- Zgornja Selnica
- Zgornji Boč
- Zgornji Slemen–del

### Upravna enota Sevnica s sedežem v Sevnici obsega naslednja naselja
- Apnenik pri Boštanju
- Arto
- Birna vas
- Blanca
- Boštanj
- Breg
- Brezovo
- Bučka
- Budna vas
- Cerovec
- Čanje
- Čelovnik
- Češnjice
- Dedna gora
- Dolenje Radulje
- Dolenji Boštanj
- Dolnje Brezovo
- Dolnje Impolje
- Doljne Orle
- Drožanje
- Drušče
- Dule
- Gabrijele
- Gabrje
- Gorenje Radulje
- Gornja Stara vas
- Gornje Brezovo
- Gornje Impolje
- Gornje Orle
- Goveji Dol
- Hudo Brezje
- Hinje
- Jablanica
- Jarčji vrh
- Jelovec
- Jeperjek
- Jerman vrh
- Kal pri Krmelju
- Kamenica
- Kaplja vas
- Kladje nad Blanco
- Kladje pri Krmelju
- Koludrje
- Kompolje
- Konjsko
- Krajna Brda
- Križ
- Krmelj
- Krsinji Vrh
- Kamenško
- Laze pri Boštanju
- Ledina
- Leskovec v Podborštu
- Log
- Loka pri Zidanem mostu
- Lončarjev Dol
- Lukovec
- Mala Hubajnica
- Malkovec
- Metni Vrh
- Močvirje
- Mrtovec
- Mrzla planina
- Novi grad
- Okroglice
- Orehovo
- Orešje nad Sevnico
- Osredek pri Hubajnici
- Osredek pri Krmelju
- Otavnik
- Pavla vas
- Pečje
- Pijavice
- Podboršt
- Podgorica
- Podgorje ob Sevnični
- Podvrh
- Poklek nad Blanco
- Polje pri Tržišču
- Ponikve pri Studencu
- Preska
- Prešna Loka
- Primož
- Račica
- Radež
- Radna
- Razbor
- Rogačice
- Rovišče pri Studencu
- Selce nad Blanco
- Sevnica
- Skrovnik
- Slančji Vrh
- Spodnje Mladetiče
- Spodnje Vodale
- Srednik
- Stržišče
- Studenec
- Svinjsko
- Slap
- Šentjanž
- Šentjur na Polju
- Škovec
- Šmarčna
- Štajngrob
- Štrit
- Telče
- Telčice
- Trnovec
- Trščina
- Tržišče
- Velika Hubajnica
- Veliki Cirnik
- Vranje
- Vrh pri Boštanju
- Vrhek
- Zaboršt
- Zabukovje nad Sevnico
- Zavratec
- Zgornje Mladetiče
- Zgornje Vodale
- Znojile pri Studencu
- Žigrski Vrh
- Žirovnica
- Žurkov Dol

### Upravna enota Sežana
Upravna enota Sežana ima sedež v Sežani, obsega pa ozemlje občin Sežana, Hrpelje-Kozina, Divača in Komen. Zajema ozemlje v velikosti 660 km2 ter služi 27.077 prebivalcem. Upravna enota Sežana ima tudi krajevne urade v Hrpeljah, Divači in Komnu. Naselja, ki pripadajo Upravni enoti Sežana, teh je skupno 169, so:
- Avber
- Bogo
- Brestovica pri Povirju
- Brje pri Koprivi
- Dane pri Sežani
- Dobravlje
- Dol pri Vogljah
- Dolenje
- Dutovlje
- Filipčje Brdo
- Godnje
- Gorenje pri Divači
- Gradišče pri Štjaku
- Gradnje
- Grahovo Brdo
- Griže
- Hribi
- Jakovce
- Kazlje
- Kopriva
- Kosovelje
- Krajna vas
- Kregolišče
- Kreplje
- Križ
- Krtinovica
- Lipica
- Lokev
- Mahniči
- Majcni
- Merče
- Nova vas
- Orlek
- Plešivica
- Pliskovica
- Podbreže
- Poljane pri Štjaku
- Ponikve
- Povir
- Prelože pri Lokvi
- Pristava
- Ravnje
- Razguri
- Raša
- Sela
- Selo
- Senadolice
- Sežana
- Skopo
- Stomaž
- Šepulje
- Šmarje pri Sežani
- Štjak
- Štorje
- Tabor
- Tomaj
- Tublje pri Komnu
- Utovlje
- Veliki Dol
- Veliko Polje
- Voglje
- Vrabče
- Vrhovlje
- Žirje
- Brestovica pri Komnu
- Brje pri Komnu
- Coljava
- Čehovini
- Čipnje
- Divči
- Dolanci
- Gabrovica pri Komnu
- Gorjansko
- Hruševica
- Ivanji Grad
- Klanec pri Komnu
- Kobdilj
- Kobjeglava
- Koboli
- Kodreti
- Komen
- Lisjaki
- Lukovec
- Mali Dol
- Nadrožica
- Preserje pri Komnu
- Rubije
- Sveto
- Šibelji
- Škofi
- Škrbina
- Štanjel
- Tomačevica
- Trebižani
- Tupelče
- Vale
- Večkoti
- Volčji Grad
- Zagrajec
- Barka
- Betanja
- Brežec pri Divači
- Dane pri Divači
- Divača
- Dolenja vas
- Dolnje Ležeče
- Dolnje Vreme
- Famlje
- Gabrče
- Goriče pri Famljah
- Gornje Ležeče
- Gornje Vreme
- Gradišče pri Divači
- Kačiče-Pared
- Kozjane
- Laže
- Matavun
- Misliče
- Naklo
- Ostrovica
- Otošče
- Podgrad pri Vremah
- Potoče
- Senadole
- Senožeče
- Škocjan
- Škoflje
- Vareje
- Vatovlje
- Vremski Britof
- Zavrhek
- Artviže
- Bač pri Materiji
- Beka
- Brezovica
- Brezovo Brdo
- Golac
- Gradišica
- Gradišče pri Materiji
- Hotična
- Hrpelje
- Javorje
- Klanec pri Kozini
- Kovčice
- Kozina
- Krvavi Potok
- Markovščina
- Materija
- Mihele
- Mrše
- Nasirec
- Obrov
- Ocizla
- Odolina
- Orehek pri Materiji
- Petrinje
- Poljane pri Podgradu
- Povžane
- Prešnica
- Ritomeče
- Rodik
- Rožice
- Skadanščina
- Slivje
- Slope
- Tatre
- Tublje pri Hrpeljah
- Velike Loče
- Vrhpolje

### Upravna enota Slovenj Gradec s sedežem v Slovenj Gradcu obsega naslednja naselja
- Brda
- Dovže
- Gmajna
- Golavabuka
- Gornji Dolič
- Gradišče
- Graška Gora
- Kozjak
- Legen
- Mala Mislinja
- Mislinja
- Mislinjska Dobrava
- Paka–del
- Pameče
- Podgorje
- Raduše
- Razborca
- Sele–del
- Slovenj Gradec
- Spodnji Razbor
- Srednji Dolič
- Stari trg
- Šentilj pod Turjakom
- Šmartno pri Slovenj Gradcu
- Šmiklavž
- Tolsti vrh pri Mislinji
- Tomaška vas
- Troblje
- Turiška vas
- Vodriž
- Vrhe
- Završe
- Zgornji Razbor

### Upravna enota Slovenska Bistrica s sedežem v Slovenski Bistrici obsega naslednja naselja
- Bojtina
- Božje
- Brezje pri Oplotnici
- Brezje pri Poljčanah
- Brezje pri Slovenski Bistrici
- Bukovec
- Cezlak
- Cigonca
- Čadram
- Čadramska vas
- Črešnjevec
- Devina
- Dežno pri Makolah
- Dobriška vas
- Dobrova pri Prihovi
- Dolgi vrh
- Drumlažno
- Farovec
- Fošt
- Frajhajm
- Gabernik
- Gaj
- Gladomes
- Globoko ob Dravinji
- Gorica pri Oplotnici
- Hošnica
- Hrastovec pod Bočem
- Jelovec pri Makolah
- Ješovec
- Jurišna vas
- Kalše
- Kebelj
- Klopce
- Kočno ob Ložnici
- Kočno pri Polskavi
- Koritno
- Korplje
- Kostanjevec
- Kot na Pohorju
- Kovača vas
- Kovaški Vrh
- Krasna
- Križeča vas
- Križni Vrh
- Lačna Gora
- Laporje
- Leskovec
- Levič
- Ljubično
- Lokanja vas
- Lovnik
- Ložnica
- Lukanja
- Lušečka vas
- Makole
- Malahorna
- Malo Tinje
- Markečica
- Modraže
- Modrič
- Mostečno
- Nadgrad
- Novake
- Nova Gora nad Slovensko Bistrico
- Ogljenšak
- Okoška Gora
- Oplotnica
- Ošelj
- Pečke
- Planina pod Šumikom
- Pobrež
- Podboč
- Podgrad na Pohorju
- Pokoše
- Poljčane
- Pragersko
- Preloge
- Prepuž
- Pretrež
- Prihova
- Raskovec
- Razgor pri Žebljeku
- Rep
- Ritoznoj
- Radkovec
- Savinsko
- Sele pri Polskavi
- Sevec
- Slovenska Bistrica
- Smrečno
- Spodnja Brežnica
- Spodnja Ložnica
- Spodnja Nova vas
- Spodnja Polskava
- Spodnje Poljčane
- Spodnje Prebukovje
- Stanovsko
- Stari Grad
- Stari Log
- Stopno
- Stranske Makole
- Straža pri Oplotnici
- Strug
- Studenice
- Šentovec
- Šmartno na Pohorju
- Štatenberg
- Tinjska Gora
- Trnovec pri Slovenski Bistrici
- Turiška vas na Pohorju
- Ugovec
- Urh
- Varoš
- Veliko Tinje
- Videž
- Vinarje
- Visole
- Vrhloga
- Vrhole pri Laporju
- Vrhole pri Slov. Konjicah
- Zgornja Bistrica
- Zgornja Brežnica
- Zgornja Ložnica
- Zgornja Nova vas
- Zgornja Polskava
- Zgornje Grušovje
- Zgornje Poljčane
- Zgornje Prebukovje
- Zlogona Gora
- Zlogona vas
- Žabljek

### Upravna enota Slovenske Konjice s sedežem v Slovenskih Konjicah obsega naslednja naselja
- Čretvež
- Bezina
- Bezovje nad Zrečami
- Blato
- Boharina
- Brdo
- Breg pri Konjicah
- Brezen
- Brezje pri Ločah
- Bukovlje
- Črešnova
- Dobrava pri Konjicah
- Dobrnež
- Draža vas
- Dobrovlje
- Gabrovlje
- Gabrovnik
- Gorenje pri Zrečah
- Gračič
- Gornja vas
- Hudinja
- Kamna Gora
- Klokočovnik
- Koble
- Kolačno
- Konjiška vas
- Koroška vas na Pohorju
- Kraberk
- Križevec
- Ličenca
- Lipoglav
- Ljubnica
- Loče
- Loška gora pri Zrečah
- Lipa
- Mali breg
- Mlače
- Mala Gora
- Nova vas pri Konjicah
- Novo Tepanje
- Ostrožno pri Ločah
- Osredek pri Zrečah
- Padeški Vrh
- Paka
- Penoje
- Perovec
- Petelinjek pri Ločah
- Planina na Pohorju
- Podob
- Podpeč ob Dravinji
- Polene
- Preloge pri Konjicah
- Prežigal
- Polajna
- Radana vas
- Resnik
- Rogla
- Selski Vrh
- Skomarje
- Slovenske Konjice
- Sojek
- Spodnja Pristava
- Spodnje Grušovje
- Spodnje Laže
- Spodnje Preloge
- Spodnji Dolič
- Stare Slemene
- Stenica
- Stranice
- Spodnje Stranice
- Strtenik
- Suhadol
- Sveti Jernej
- Spodnji Jernej
- Škalce
- Škedenj
- Špitalič pri Slov. Konjicah
- Štajerska vas
- Tepanje
- Tepanjski Vrh
- Tolsti Vrh
- Vešenik
- Vitanje
- Vitanjsko Skomarje
- Zabork
- Zbelovo
- Zbelovska Gora
- Zeče
- Zgornja Pristava
- Zgornje Laže
- Zreče
- Zlakova
- Žiče

### Upravna enota Šentjur pri Celju s sedežem v Šentjurju pri Celju obsega naslednja naselja
- Bezovje pri Šentjurju
- Bobovo pri Ponikvi
- Boletina
- Botričnica
- Brdo
- Brezje ob Slomu
- Brezje pri Dobjem
- Bukovje pri Slivnici
- Cerovec
- Črnolica
- Dobje pri Lesičnem
- Dobje pri Planini
- Dobovec pri Ponikvi
- Dobrina
- Dolga Gora
- Doropolje
- Dramlje
- Drobinsko
- Dole
- Golobinjek pri Planini
- Gorica pri Dobjem
- Gorica pri Slivnici
- Goričica
- Grobelno – del
- Grušce
- Hotunje
- Hrastje
- Hruševec
- Hrušovje
- Jakob pri Šentjurju
- Jarmovec
- Javorje
- Jazbin Vrh
- Jazbine
- Jelce
- Jezerce pri Dobjem
- Kalobje
- Kameno
- Kostrivnica
- Košnica
- Krajnčica
- Krivica
- Laze pri Dramljah
- Lažiše
- Loka pri Žusmu
- Lokarje
- Loke pri Planini
- Lopaca
- Lutrje
- Marija Dobje
- Okrog
- Osredek
- Ostrožno pri Ponikvi – del
- Paridol
- Planina pri Sevnici
- Planinca
- Planinska vas
- Planinski Vrh
- Pletovarje
- Podgaj
- Podgrad
- Podlešje
- Podlog pod Bohorjem
- Podpeč nad Marofom
- Podpeč pri Šentvidu
- Podvine
- Ponikva
- Ponkvica
- Prapretno
- Presečno
- Primož pri Šentjurju
- Proseniško
- Rakitovec
- Ravno
- Razbor
- Repno
- Repuš
- Rifnik
- Sele
- Slatina pri Dobjem
- Slatina pri Ponikvi
- Slivnica pri Celju
- Sotensko pod Kalobjem
- Spodnje Slemene
- Srževica
- Stopče
- Straška Gorca
- Straža na Gori
- Suho
- Svetelka
- Šedina
- Šentjur
- Šentvid pri Planini
- Šibenik
- Škarnice
- Tajhte
- Tratna ob Voglajni
- Tratna pri Grobelnem
- Trno
- Trnovec pri Dramljah
- Trška Gorca
- Turno
- Uniše
- Večje Brdo
- Vejice
- Vezovje
- Visoče
- Vodice pri Kalobju
- Vodice pri Slivnici
- Vodruž
- Voduce
- Vodule
- Voglajna
- Vrbno
- Zagaj pri Ponikvi
- Zalog pod Uršulo
- Završe pri Dobjem
- Zgornje Selce
- Zgornje Slemene
- Zlateče pri Šentjurju
- Žegar

### Upravna enota Škofja Loka s sedežem v Škofji Loki obsega naslednja naselja
- Sv. Andrej
- Bačne
- Binkelj
- Bodovlje
- Brebovnica
- Brekovice
- Breznica pod Lubnikom
- Breznica pri Žireh
- Brode
- Bukov Vrh
- Bukovica
- Bukovščica
- Bukov Vrh nad Visokim
- Crngrob
- Čabrače
- Četena Ravan
- Davča
- Debeni
- Delnice
- Dobje
- Dobravšce
- Dolenčice
- Dolenja Dobrava
- Dolenja Ravan
- Dolenja vas
- Dolenja Žetina
- Dolenje Brdo
- Dolge Njive
- Dorfarje
- Draga
- Dražgoše
- Florjan nad Zmincem
- Forme
- Fužine
- Gabrk
- Gabrovo
- Gabrška gora
- Godešič
- Goli vrh
- Golica
- Gorenja Dobrava
- Gorenja Ravan
- Gorenja vas
- Gorenja vas – Rateče
- Gorenja Žetina
- Gorenje Brdo
- Goropeke
- Gosteče
- Grenc
- Hlavče Njive
- Hobovše pri Stari Oselici
- Hosta
- Hotavlje
- Hotovlja
- Sv. Petra hrib
- Izgorje
- Jarčja dolina
- Jarčje Brdo
- Javorje
- Javorjev Dol
- Jazbine
- Jelovica
- Kališe
- Kladje
- Knape
- Kopačnica
- Koprivnik
- Kovski Vrh
- Kremenik
- Krivo Brdo
- Križna Gora
- Krnice pri Novakih
- Lajše
- Laniše
- Laze
- Ledinica
- Lenart nad Lušo
- Leskovica
- Lipica
- Log nad Škofjo Loko
- Lom nad Volčo
- Lovsko brdo
- Lučine
- Lajše
- Malenski Vrh
- Martinj Vrh
- Mlaka nad Lušo
- Moškrin
- Mrzli Vrh
- Murave
- Na Logu
- Nova Oselica
- Ojstri Vrh
- Opale
- Osojnica
- Osojnik
- Sv. Ožbolt
- Papirnica
- Pevno
- Podgora
- Podjelovo Brdo
- Podklanec
- Podlonk
- Podobeno
- Podporezen
- Podpulfarca
- Podvrh
- Poljane nad Škofjo Loko
- Potok
- Pozirno
- Praprotno
- Predmost
- Prelesje
- Prtovč
- Pungert
- Puštal
- Račeva
- Ravne
- Ravne pri Žireh
- Rateče
- Robidnica
- Rovte v Selški dolini
- Rudno
- Selca
- Selo
- Smoldno
- Smoleva
- Sopotnica
- Sovodenj
- Sovra
- Spodnja Luša
- Spodnja Sorica
- Spodnje Danje
- Srednja vas – Poljane
- Srednje Brdo
- Staniše
- Stara Loka
- Stara Oselica
- Stirpnik
- Strmica
- Studor
- Suha
- Suša
- Sv. Barbara
- Sv. Duh
- Studeno
- Sv. Lenart
- Ševlje
- Škofja Loka
- Todraž
- Sv. Tomaž
- Topolje
- Torka
- Trata
- Trebija
- Trnje
- Valterski Vrh
- Vešter
- Vincarje
- Vinharje
- Virlog
- Virmaše
- Visoko pri Poljanah
- Volaka
- Volča
- Zabrdo
- Zabrekve
- Zabrežnik
- Zadobje
- Zakobiljek
- Zala
- Zali Log
- Zapreval
- Zgornja Luša
- Zgornja Sorica
- Zgornje Danje
- Zminec
- Žabja vas
- Železniki
- Žiri
- Žirovski Vrh
- Žirovski Vrh Sv. Urbana
- Žirovski Vrh Sv. Antona

### Upravna enota Šmarje pri Jelšah s sedežem v Šmarjah pri Jelšah obsega naslednja naselja
- Babna Brda
- Babna Gora
- Babna Reka
- Beli potok pri Lembergu
- Belo
- Bezgovica
- Bistrica
- Bistrica ob Sotli
- Bobovo pri Šmarju
- Bodrež
- Bodrišna vas
- Brecljevo
- Brestovec
- Brezje pri Lekmarju
- Brezje pri Podplatu
- Brezovec pri Polju
- Brezovec pri Rogatcu
- Buče
- Bukovje v Babni Gori
- Cerovec pod Bočem
- Cerovec pri Šmarju
- Ceste
- Cmereška Gorca
- Čača vas
- Črešnjevec ob Bistrici
- Dekmanca
- Dobležiče
- Dobovec pri Rogatcu
- Dol pri Pristavi
- Dol pri Šmarju
- Donačka Gora
- Dragomilo
- Drensko Rebro
- Drevenik
- Dvor
- Gabrce
- Gabrovec pri Kostrivnici
- Gaj
- Globoko pri Šmarju
- Golobinjek ob Sotli
- Gorjane
- Gornja vas
- Gostinca
- Gradišče
- Gradiški Dol
- Grliče
- Grobelce
- Grobelno–del
- Gubno
- Hajnsko
- Hrastje ob Bistrici
- Imeno
- Imenska Gorca
- Irje
- Jazbina
- Jerčin
- Jerovska vas
- Ješovec pri Kozjem
- Ješovec pri Šmarju
- Kačji Dol
- Kamence
- Kamenik
- Kamna Gorca
- Klake
- Konuško
- Koretno
- Korpule
- Kozje
- Kristan Vrh
- Križan Vrh
- Krtince
- Kunšperk
- Lastnič
- Laše
- Lekmarje
- Lemberg pri Šmarju
- Lesično
- Lipovec
- Log
- Mala Pristava
- Male Rodne
- Mestinje
- Močle
- Nezbiše
- Nimno
- Nova vas pri Šmarju
- Orehovec
- Ortnice
- Osredek pri Podsredi
- Olimlje
- Pecelj
- Pečica
- Pijovci
- Pilštanj
- Plat
- Platinovec
- Ples
- Podčetrtek
- Podplat
- Podsreda
- Podturn
- Poklek pri Podsredi
- Polje ob Sotli
- Polje pri Bistrici
- Polžanska Gorca
- Polžanska vas
- Predel
- Predenca
- Prelasko
- Preloge pri Šmarju
- Pristava pri Lesičnem
- Pristava pri Mestinju
- Pristavica
- Prnek
- Pustike
- Rajnkovec
- Rakovec
- Ratanska vas
- Rjavica
- Rogaška Slatina
- Rogatec
- Roginska Gorca
- Rudnica
- Sedlarjevo
- Sela
- Senovica
- Sladka Gora
- Sodna vas
- Sotensko pri Šmarju
- Spodnja Kostrivnica
- Spodnja Ponkvica
- Spodnje Mestinje
- Spodnje Negonje
- Spodnje Sečovo
- Spodnje Selce
- Spodnje Tinsko
- Spodnji Gabrnik
- Srebrnik
- Sv. Florijan
- Stranje
- Strmec pri Sv. Florijanu
- Strtenica
- Sv. Ema
- Sv. Jurij
- Šentvid pri Grobelnem
- Šerovo
- Škofija
- Šmarje pri Jelšah
- Tekačevo
- Tlake
- Topole
- Topolovec
- Topolovo
- Trebče
- Trlično
- Tržišče
- Tuncovec
- Velike Rodne
- Verače
- Vetrnik
- Vidovica
- Vinec
- Sveti Štefan
- Vinski vrh pri Šmarju
- Virštanj
- Vodenovo
- Vojsko
- Vonarje
- Vrenska Gorca
- Vrh
- Vršna vas
- Zadrže
- Zagaj
- Zagaj pod Bočem
- Zagorje
- Zastranje
- Završe pri Grobelnem
- Zdole
- Zeče pri Bučah
- Zgornja Kostrivnica
- Zgornje Negonje
- Zgornje Sečovo
- Zgornje Tinsko
- Zgornji Gabrnik
- Zibika
- Zibiška vas
- Žahenberc

### Upravna enota Tolmin s sedežem v Tolminu obsega naslednja naselja
- Avsa
- Bača pri Modreju
- Bača pri Podbrdu
- Bavšica
- Borjana
- Bovec
- Breginj
- Bukovski Vrh
- Čadrg
- Čezsoča
- Čiginj
- Daber
- Dolenja Trebuša
- Dolgi Laz
- Dolje
- Drežnica
- Drežniške Ravne
- Drobočnik
- Gabrje
- Gorenja Trebuša
- Gorenji Log
- Gorski Vrh
- Grahovo ob Bači
- Grant
- Grudnica
- Homec
- Hudajužna
- Idrija pri Bači
- Idrsko
- Jevšček
- Jezerca
- Kal
- Kal–Koritnica
- Kamno
- Kanalski Lom
- Klavže
- Kneške Ravne
- Kneža
- Kobarid
- Koritnica
- Koseč
- Kozaršče
- Kozmerice
- Kred
- Krn
- Kuk
- Ladra
- Lepena
- Libušnje
- Lisec
- Livek
- Livške ravne
- Ljubinj
- Log Čezsoški
- Log pod Mangartom
- Logaršče
- Logje
- Loje
- Magozd
- Mlinsko
- Modrej
- Modrejce
- Most na Soči
- Obloke
- Pečine
- Petrovo Brdo
- Plužna
- Podbela
- Podbrdo
- Podmelec
- Polje
- Poljubinj
- Ponikve
- Porezen
- Postaja
- Potoki
- Prapetno
- Prapetno Brdo
- Perati
- Robič
- Robidišče
- Roče
- Rut
- Sedlo
- Sela nad Podmelcem
- Sela pri Volčah
- Selce
- Selišče
- Slap ob Idrijci
- Smast
- Soča
- Srpenica
- Stanovišče
- Staro Selo
- Stopnik
- Strmec na Predelu
- Stržišče
- Sužid
- Svino
- Šentviška Gora
- Temljine
- Tolmin
- Tolminske Ravne
- Tolminski Lom
- Trenta
- Trnovo ob Soči
- Trtnik
- Volarje
- Volčanski Ruti
- Volče
- Vrsno
- Zadlaz–Čadrg
- Zadlaz–Žabče
- Zakraj
- Zatolmin
- Znojile
- Žabče
- Žaga

### Upravna enota Trbovlje s sedežem v Trbovljah obsega naslednja naselja
- Čebine
- Čeče–del
- Dobovec
- Gabrsko
- Ključevica
- Knezdol
- Ojstro
- Ostenk
- Planinska vas
- Prapreče–del
- Prapretno pri Hrastniku–del
- Sveta Planina
- Škofja Riža
- Trbovlje
- Vrhe–del
- Završje
- Župa

### Upravna enota Trebnje s sedežem v Trebnjah obsega naslednja naselja
- Arčelca
- Artmanja vas
- Babna gora
- Beli Grič
- Belšinja vas
- Benečija
- Bič
- Bistrica
- Bitnja vas
- Blato
- Bogneča vas
- Breza
- Brezje pri Trebelnem
- Brezovica pri Mirni
- Brezovica pri Trebelnem
- Brinje
- Bruna vas
- Cerovec pri Trebelnem
- Cesta
- Cikava
- Cirnik
- Čatež
- Češnjevek
- Češnjice pri Trebelnem
- Čilpah
- Čužnja vas
- Debenec
- Dečja vas
- Dobrava
- Dobravica pri Vel. Gabru
- Dobrnič
- Dol pri Trebnjem
- Dolenja Dobrava
- Dolenja Nemška vas
- Dolenja vas pri Čatežu
- Dolenje Jesenice
- Dolenje Kamenje pri Dobrniču
- Dolenje Laknice
- Dolenje Medvedje selo
- Dolenje Ponikve
- Dolenje Selce
- Dolenje Zabukovje
- Dolenji Podboršt pri Treb
- Dolenji Podšumberk
- Dolenji vrh
- Dolga njiva pri Šentlovren
- Dolnje Prapreče
- Draga pri Šentrupertu
- Drečji vrh
- Glinek
- Goljek
- Gombišče
- Gomila
- Gorenja Dobrava
- Gorenja Nemška vas
- Gorenja vas
- Gorenja vas pri Čatežu
- Gorenja vas pri Mirni
- Gorenja vas pri Mokronogu
- Gorenje Jesenice
- Gorenje Kamenje pri Dobrniču
- Gorenje Laknice
- Gorenje Medvedje selo
- Gorenje Ponikve
- Gorenje Selce
- Gorenje Zabukovje
- Gorenji Mokronog
- Gorenji Podboršt pri V. Loki
- Gorenji Podšumberk
- Gorenji vrh pri Dobrniču
- Gornje Prapreče
- Gradišče pri Trebnjem
- Grič pri Trebnjem
- Grm
- Grmada
- Hom
- Hrastno
- Hrastovica
- Hudeje
- Iglenik pri Veliki Loki
- Jelševec
- Jezero
- Jagodnik
- Kamni potok
- Kamnje
- Knežja vas
- Korenitka
- Korita
- Kriška Reber
- Križ
- Križni Vrh
- Krtina
- Krušni vrh
- Kukenberk
- Kostanjevica
- Lipnik
- Lisec
- Log
- Log pri Žužemberku
- Lokve pri Dobrniču
- Lukovek
- Luža
- Mačji Dol
- Mačkovec
- Mala Loka
- Mala Ševnica
- Male Dole pri Stehanji vasi
- Mali Gaber
- Mali Videm
- Maline
- Martinja vas
- Martinja vas pri Mokronogu
- Meglenik
- Migolica
- Migolska gora
- Mirna
- Mirna vas
- Mokronog
- Most
- Mrzla Luža
- Muhabran
- Medvedjek
- Mali Cirnik pri Šentjanžu
- Občine
- Odrga
- Okrog
- Orlaka
- Ornuška vas
- Ostrožnik
- Pekel
- Pluska
- Podlisec
- Podturn
- Potok
- Praprotnica
- Prelesje
- Preska pri Dobrniču
- Primštal
- Pristavica pri Vel. Gabru
- Pugled pri Mokronogu
- Puščava
- Račje Selo
- Radna vas
- Rakovnik pri Šentrupertu
- Ravne
- Ravnik
- Razbore–del
- Rdeči kal
- Repče
- Replje
- Reva
- Ribjek
- Rihpovec
- Rodine pri Trebnjem
- Roje pri Čatežu
- Roje pri Trebelnem
- Roženpelj
- Rožni vrh
- Ravne nad Šentrupertom
- Roženberk
- Sajenice
- Sejenice
- Sela pri Šumberku
- Selo pri Mirni
- Selska gora
- Slepšek
- Slovenska vas
- Srednje Laknice
- Stan
- Stara gora
- Stehanja vas
- Stranje pri Dobrniču
- Stranje pri Velikem Gabru
- Straža
- Studenec
- Svetinja
- Šahovec
- Šentlovrenc
- Šentrupert
- Ševnica
- Škovec
- Škrjanče
- Škrljevo
- Šmaver
- Štatenberk
- Štefan pri Trebnjem
- Trbinc
- Trebanjski vrh
- Trebelno
- Trebnje
- Trnje
- Trstenik
- Vavpča vas pri Dobrniču
- Velika Loka
- Velika Strmica
- Velika Ševnica
- Velike Dole
- Veliki Gaber
- Veliki Videm
- Volčja Jama
- Volčje Njive
- Vrbovec
- Vrh
- Sv. Vrh
- Vrh pri Trebelnem
- Vrhovo pri Šentlovrencu
- Vrhtrebnje
- Vrtače
- Vesela Gora
- Zabrdje
- Zabukovje
- Zagorica
- Zagorica pri Čatežu
- Zagorica pri Dobrniču
- Zagorica pri Velikem Gabru
- Zaloka
- Zavrh
- Zidani most
- Žabjek
- Železno
- Žubina

### Upravna enota Tržič s sedežem v Tržiču obsega naslednja naselja
- Bistrica pri Tržiču
- Brdo
- Breg ob Bistrici
- Brezje pri Tržiču
- Čadovlje pri Tržiču
- Dolina
- Gozd
- Grahovše
- Hudi Graben
- Hudo
- Hušica
- Jelendol
- Kovor
- Križe
- Leše
- Loka
- Lom pod Storžičem
- Novake
- Paloviče
- Podljubelj
- Popovo
- Potarje
- Pristava
- Ročevnica
- Retnje
- Sebenje
- Senično
- Slap
- Spodnje Vetrno
- Tržič
- Vadiče
- Visoče
- Zgornje Vetrno
- Zvirče
- Žiganja vas

### Upravna enota Velenje s sedežem v Velenju obsega naslednja naselja
- Arnače
- Bele Vode
- Bevče
- Črnova
- Družmirje
- Florjan
- Gaberke
- Gavce
- Gorenje
- Hrastovec
- Janškovo selo
- Kavče
- Lipje
- Lopatnik
- Laze
- Lokovica
- Ložnica
- Lopatnik pri Velenju
- Mali vrh
- Paka pri Velenju
- Paška vas
- Paški Kozjak
- Plešivec
- Podgora
- Podgorje
- Podkraj pri Velenju
- Pirešica
- Prelska
- Ravne
- Rečica ob Paki
- Silova
- Skorno
- Skorno pri Šoštanju
- Slatina
- Šentvid pri Zavodnju
- Škale
- Škalske Cirkovce
- Šmartinske Cirkovce
- Šmartno ob Paki
- Šoštanj
- Šenbric
- Topolšica
- Velenje
- Veliki Vrh
- Vinska Gora
- Zavodnje

### Upravna enota Vrhnika s sedežem na Vrhniki obsega naslednja naselja
- Bevke
- Bistra
- Blatna Brezovica
- Borovnica
- Breg pri Borovnici
- Brezovica pri Borovnici
- Dol pri Borovnici
- Dragomer
- Dražica
- Drenov Grič
- Jamnik
- Jerinov Grič
- Lašče
- Laze pri Borovnici
- Lesno brdo – del
- Log pri Brezovici
- Lukovica pri Brezovici
- Mala Ligojna
- Mirke
- Marinčev Grič
- Mizni Dol
- Niževec
- Ohonica
- Padež
- Pako
- Podlipa
- Pokojišče
- Pristava
- Prezid
- Sinja Gorica
- Smrečje
- Stara Vrhnika
- Strmica
- Velika Ligojna
- Verd
- Vrhnika
- Trčkov Grič
- Zabočevo
- Zaplana
- Zavrh pri Borovnici

### Upravna enota Zagorje ob Savi s sedežem v Zagorju ob Savi obsega naslednja naselja
- Blodnik
- Borje
- Borje pri Mlinšah
- Borovak pri Podkumu
- Brezje
- Breznik
- Briše
- Čemšenik
- Čolnišče
- Dobrljevo
- Dolenja vas
- Dolgo brdo pri Mlinšah
- Družina
- Golče
- Gorenja vas
- Hrastnik pri Trojanah
- Izlake
- Jablana
- Jarše
- Jelenk
- Jelševica
- Jesenovo
- Kandrše–del
- Kisovec
- Kolk
- Kolovrat
- Konjšica–del
- Kostrevnica
- Kotredež
- Kal
- Log pri Mlinšah
- Loke pri Zagorju
- Mali Kum
- Medija
- Mlinše
- Mošenik
- Orehovica
- Osredek
- Padež
- Podkraj pri Zagorju
- Podkum
- Podlipovica
- Polšina
- Potoška vas
- Požarje
- Prapreče–del
- Zgornji Prhovec
- Ravenska vas
- Ravne pri Mlinšah
- Razbor pri Čemšeniku
- Razpotje
- Rodež
- Rove
- Rovišče
- Rtiče
- Ržiše
- Selo pri Zagorju
- Senožeti
- Sopota
- Šemnik
- Šentgotard
- Šentlambert
- Šklendrovec
- Špital
- Tirna
- Vine
- Vrh pri Mlinšah
- Vrhe–del
- Vidrga
- Vrh
- Zabava
- Zabreznik
- Zagorje ob Savi
- Zavine
- Znojile
- Žvarulje

### Upravna enota Žalec s sedežem v Žalcu obsega naslednja naselja
- Andraž nad Polzelo
- Arja vas
- Braslovče
- Breg pri Polzeli
- Brnica
- Brode
- Čeplje
- Čreta
- Črni Vrh
- Dobrič
- Dobriša vas
- Dobrovlje
- Dolenja vas
- Drešinja vas
- Galicija
- Glinje
- Gomilsko
- Sv. Lovrenc
- Gotovlje
- Grajska vas
- Griže
- Hramše
- Jeronim
- Kale
- Kamenče
- Kapla
- Kaplja vas
- Kasaze
- Latkova vas
- Letuš
- Levec
- Liboje
- Limovce
- Ločica ob Savinji
- Ločica pri Vranskem
- Loke
- Ložnica pri Žalcu
- Mala Pirešica
- Male Braslovče
- Marija Reka
- Matke
- Migojnice
- Miklavž pri Taboru
- Novo Celje
- Ojstriška vas
- Orla vas
- Orova vas
- Parižlje
- Pernovo
- Petrovče
- Podgorje pri Letušu
- Podkraj
- Podlog v Savinjski dolini
- Podvin pri Polzeli
- Podvrh
- Poljče
- Polzela
- Pondor
- Pongrac
- Ponikva pri Žalcu
- Prapreče
- Prebold
- Prekopa
- Preserje
- Podvin
- Rakovlje
- Ruše
- Selo pri Vranskem
- Spodnje Gorče
- Spodnje Grušovlje
- Spodnje Roje
- Stopnik
- Studence
- Šempeter v Savinj. dolini
- Šentrupert
- Šešče pri Preboldu
- Šmatevž
- Tabor
- Tešova
- Topovlje
- Trnava
- Velika Pirešica
- Vologa
- Vransko
- Vrbje
- Zabukovica
- Zahomce
- Zajasovnik–del
- Zakl
- Zalog pri Šempetru
- Zaloška Gorica
- Založe
- Zaplanina
- Zavrh pri Galiciji
- Zgornje Gorče
- Zgornje Grušovlje
- Zgornje Roje
- Žalec
- Železno